# فهرست ورزشگاه‌ها
در زیر فهرست ورزشگاه‌های جهان موجود است.

## آسیا

### ایران
- ورزشگاه آزادی تهران
- ورزشگاه آرارات
- ورزشگاه تختی تهران
- ورزشگاه امام رضا تهران
- ورزشگاه شهید شیرودی
- ورزشگاه شهید دستگردی
- ورزشگاه شهید کاظمی
- ورزشگاه شهید هرندی
- ورزشگاه شهید کشوری
- ورزشگاه شهید درفشی‌فر
- ورزشگاه راه‌آهن
- ورزشگاه صنایع دفاع
- ورزشگاه کارگران
- ورزشگاه ایران‌خودرو
- ورزشگاه امام خمینی، اراک
- ورزشگاه انقلاب کرج، کرج
- ورزشگاه ایران‌خودرو، کرج

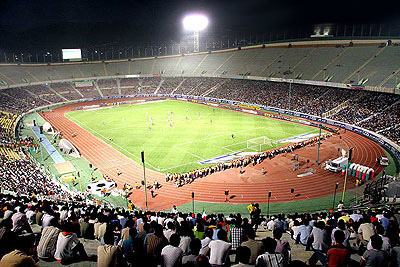
ورزشگاه آزادی تهران

- ورزشگاه سیروس قایقران بندر انزلی، بندر انزلی
- ورزشگاه تختی آبادان، آبادان
- ورزشگاه تختی اهواز، اهواز
- ورزشگاه تختی، تبریز
- ورزشگاه تختی اردبیل، اردبیل
- ورزشگاه تختی مشهد، مشهد
- ورزشگاه ثامن‌الائمه، مشهد
- ورزشگاه حافظیه، شیراز
- ورزشگاه زاهدان، زاهدان
- ورزشگاه سردار جنگل رشت، رشت
- ورزشگاه پارس، شیراز
- ورزشگاه شهید باهنر، کرمان
- ورزشگاه شهید بهشتی بوشهر، بوشهر
- ورزشگاه شهید رجائی، قزوین
- ورزشگاه شهید درخشان، رباط کریم
- ورزشگاه عضدی رشت، رشت
- ورزشگاه شهید شیرودی، کرج
- ورزشگاه شهید مفتح، همدان
- ورزشگاه شهید وطنی، قائم‌شهر
- ورزشگاه شهدای نوشهر، نوشهر
- ورزشگاه شهدای شهرقدس، شهرقدس
- ورزشگاه علی دایی، اردبیل
- ورزشگاه فولادشهر، اصفهان
- ورزشگاه امام رضا، مشهد
- ورزشگاه نقش جهان، اصفهان
- ورزشگاه شهید نصیری، یزد
- ورزشگاه یادگار امام تبریز، تبریز
- ورزشگاه یادگار امام قم، قم
- ورزشگاه خاتم الانبیاء بوکان، بوکان
- ورزشگاه خلیج فارس، بندرعباس
- ورزشگاه غدیر بیرجند، بیرجند

### افغانستان
- ورزشگاه ملی افغانستان، کابل

### ارمنستان
- Banants ورزشگاه، ایروان
- Gyumri City ورزشگاه، گیومری
- Hrazdan ورزشگاه، ایروان
- Kotayk ورزشگاه، آبوویان
- Hanrapetakan ورزشگاه، ایروان
- Mika ورزشگاه، ایروان

### جمهوری آذربایجان
- Tofig Bakhramov ورزشگاه، باکو
- ورزشگاه شفا، باکو
- ورزشگاه شهر لنکران، لنکران
- ورزشگاه شهر گنجه، گنجه
- ورزشگاه شهر قبله، قبله
- ورزشگاه مهدی حسین‌زاده، سومقاییت
- ورزشگاه شهر تووز، تووز
- Guzanli Olympic ورزشگاه، آق‌دام
- Imarat ورزشگاه، آق‌دام
- ورزشگاه شهر زاقاتالا، زاقاتالا
- Şövkət Orduxanov ورزشگاه، شهرستان قوسار
- Salyany Olympic Sport Complex ورزشگاه، سالیان
- Anatoliy Banishevskiy ورزشگاه، ماساللی
- MOIK ورزشگاه، باکو
- Surakhani ورزشگاه، باکو
- ورزشگاه زبرات، باکو
- ورزشگاه ام‌کی‌تی آراز، شهرستان ایمیشلی
- ورزشگاه شهر شمکیر، شهرستان شمکیر
- ورزشگاه شهر یولاخ، یولاخ
- ورزشگاه آزال، باکو
- , ورزشگاه یاشار ممدزاده، مینگه‌چویر
- ورزشگاه نریمان نریمانو، نفت‌چاله

### بحرین
- ورزشگاه ملی بحرین، رفاع

### بنگلادش
- Bangabandhu National ورزشگاه ملی بنگلادش، داکا
- Chittagong Divisional ورزشگاه، شهرستان چیتاگونگ [Known as Birshreshtha Ruhul Amin ورزشگاه]
- Khulna Divisional ورزشگاه، خولنا [Known as Birshreshtha Shahid Flight Lieutenant Matiur Rahman ورزشگاه]
- ورزشگاه ما عزیز، شهرستان چیتاگونگ
- Narayanganj Osmani ورزشگاه، Narayanganj
- Shaheed Chandu ورزشگاه، Bogra
- Sher-e-Bangla Mirpur ورزشگاه، داکا

### بوتان
- Changlimithang ورزشگاه، تیمفو

### برونئی
- Hassanal Bolkiah National ورزشگاه، بندر سری بگاوان

### کامبوج
- ورزشگاه ملی المپیک پنوم پن، پنوم پن

### چین

#### سرزمین اصلی
- Baoji City ورزشگاه، باوژی
- ورزشگاه ملی پکن، پکن
- سده Lotus ورزشگاه، فوشان
- ورزشگاه شهر چانگچون، چانگچون
- مرکز ورزشی چنگدو، چنگدو
- Chengshan ورزشگاه، ویهای
- مرکز ورزشی المپیک چونگ‌کینگ، چونگ‌کینگ
- ورزشگاه کوکا کولا، شی‌آن
- ورزشگاه مردم دالیان، دالیان
- ورزشگاه داتیانوان، چونگ‌کینگ
- Fuling ورزشگاه، چونگ‌کینگ
- Fushun Leifeng ورزشگاه، Fushan
- ورزشگاه فوژو، فوژو
- ورزشگاه المپیک گوان جوئو، گوان جوئو
- ورزشگاه هانگای، ژنگژو
- مرکز ورزشی هانکو، ووهان
- ورزشگاه هیلونگ، چانگشا
- ورزشگاه هنان، ژنگژو
- ورزشگاه هانگچئن، چینگدائو
- ورزشگاه هانگ‌کئو، شانگهای
- ورزشگاه هوانگ‌لانگ، هانگژو
- Jiaodaruisun ورزشگاه، شی‌آن
- ورزشگاه مردم جی‌لین، جی‌لین
- Jinzhou ورزشگاه، دالیان
- Langfang ورزشگاه، لانگ فنگ
- مرکز ورزشی Liuzhou، پکن
- مرکز ورزشی المپیک نانجینگ، نانجینگ
- مرکز تنیس سبز المپیک، پکن
- مرکز ورزشی المپیک (پکن)، پکن
- Qilihe ورزشگاه، لانژو
- Qinhuangdao Olympic Sport ورزشگاه، کینگهوانگداو
- ورزشگاه شاندونگ، جینان
- ورزشگاه شانگهای، شانگهای
- Shangri-La County ورزشگاه، Shangri-La County
- Shaoguan City ورزشگاه، شاوگوان
- مرکز ورزشی شن‌یانگ، شن‌یانگ
- ورزشگاه شن‌ژن، شن‌ژن
- South Lake Sports Center، زیگانگ
- Sichuan ورزشگاه، چنگدو
- Skydome of Shhijiashunang، شی‌آن
- ورزشگاه شهر سوژو، سوژو
- Taizhou Sports Center, Taizhou, Zhejiang
- ورزشگاه فوتبال تدا، تیانجین
- Tianhe ورزشگاه، گوان جوئو
- Tuodong ورزشگاه، کون‌مینگ
- Weihai ورزشگاه، ویهای
- Workers ورزشگاه، پکن
- Wuhan ورزشگاه، ووهان
- Wuhu Olympic ورزشگاه، واها
- Wulihe ورزشگاه، شن‌یانگ
- Wutaisha ورزشگاه، نانجینگ
- ورزشگاه شیامن، شیامن
- Xiangtan City ورزشگاه، شیانگتان
- Xinhua Road Sports Center، ووهان
- Xinxiang ورزشگاه، لوئویانگ
- Xinyu ورزشگاه، شینیو
- Yangquan ورزشگاه، یانگکوان
- Yanji People's ورزشگاه، یانگژی
- ورزشگاه اژده‌های زرد، هانگژو
- Yizhong Center، چینگدائو
- Yuexiu Mountain ورزشگاه، گوان جوئو
- Yulin ورزشگاه، Yulin

#### هنگ کنگ
- هنگ کنگ ورزشگاه، So Kon Po، هنگ کنگ Island
- Ma On Shan Sports Ground, Ma On Shan (area), Sha Tin New Town, New Territories
- Mong Kok ورزشگاه، Mong Kok، کاولون
- Queen Elizabeth ورزشگاه، Happy Valley، هنگ کنگ، جزیره هنگ کنگ
- Sha Tin Sport Ground, Sha Tin, Sha Tin New Town, New Territories
- Siu Sai Wan Sports Ground, Eastern District، هنگ کنگ، جزیره هنگ کنگ
- Wan Chai Sports Ground, Wan Chai، جزیره هنگ کنگ

#### ماکائو
- ورززشگاه دپورتیو کامپو، Taipa, Municipality of the Islands

### جمهوری چین
See below

### تیمور شرقی
- ورزشگاه ملی (تیمور شرقی)، دیلی

### نوار غزه
- ورزشگاه فلسطین، غزه

### گرجستان
- Boris Paiچادze ورزشگاه، تفلیس
- Mikheil Meskhi ورزشگاه، تفلیس
- Givi Kiladze ورزشگاه، کوتائیسی
- Tengiz Burjanadze ورزشگاه، گوری
- Erosi Manjgaladze ورزشگاه، سامتردیا
- Poladi ورزشگاه، روستاوی
- Municipal ورزشگاه (Zestafoni)، زستاپونی
- Gulia Tutberidze ورزشگاه، زوگدیدی
- Fazisi ورزشگاه، پوتی
- Shevardeni ورزشگاه، تفلیس
- Tsentral ورزشگاه (Batumi)، باتومی
- Tamaz Stephania ورزشگاه، بولنیسی

### هند
- ACA-VDCA ورزشگاه، ویساکاپاتنام/آندرا پرادش
- Anna ورزشگاه for Hockey، تیروچیراپالی
- Bangalore Hockey ورزشگاه، بنگالورو
- Baرباطi ورزشگاه، کاتک
- Brabourne ورزشگاه، بمبئی
- Chandrasekharan Nair ورزشگاه، تریواندروم
- Dhyan Chand National ورزشگاه، دهلی نو
- DY Patil ورزشگاه، بمبئی نو
- Eden Gardens، کلکته
- Fateh Maidan Tennis Complex، حیدرآباد (هند)
- Feroz Shah Kotla، دهلی نو
- Gachibowli Athletic ورزشگاه، Hyderabad
- Gachibowli Hockey ورزشگاه، Hyderabad
- Green Park ورزشگاه، کان‌پور
- Indira Gandhi Athletic ورزشگاه، گواتی
- Jawaharlal Municipal ورزشگاه، کانور
- Jawaharlal Nehru ورزشگاه، Chennai
- ورزشگاه جواهر لعل نهرو دهلی
- Jawaharlal Nehru ورزشگاه، Kochi
- JRD Tata Sports Complex، جمشدپور
- Kanchenjunga ورزشگاه، شیلیگوری
- Khuman Lampak Main ورزشگاه، ایمفال
- Lal Bahadur Shastri ورزشگاه، حیدرآباد (هند)
- M. A. Chidambaram ورزشگاه، چنای
- M. Chinnaswamy ورزشگاه، بنگالورو
- Mahrana Bhopal ورزشگاه، اودی‌پور
- Mayor Radhakrishnan ورزشگاه، چنای
- Municipal Corporation ورزشگاه، Kozhikode
- Nehru ورزشگاه، Pune
- Nungambakkam Tennis Complex، چنای
- Pune International Cricket Centre، پونه
- Punjab Cricket Association ورزشگاه، چندی‌گر
- Rajiv Gandhi International Cricket ورزشگاه، حیدرآباد (هند)
- Dadaji Kondadev ورزشگاه، بمبئی
- Sardar Patel ورزشگاه، احمدآباد (هندوستان)
- Sawai Mansingh ورزشگاه، جی‌پور
- SDAT Tennis ورزشگاه، چنای
- Sector ۱۶ ورزشگاه، چندی‌گر
- Sector ۴۲ ورزشگاه، چندی‌گر
- Shree Shiv Chhatrapati Sports Complex، پونه
- Sree Kanteerava ورزشگاه، بنگالورو
- University Platinum Jubilee Cricket ورزشگاه، میسور
- Wankhede ورزشگاه، بمبئی
- ورزشگاه یووا بهراتی کریرانگان (ورزشگاه سالت لیک)، کلکته (دومین ورزشگاه بزرگ جهان)

### اندونزی
- Brawijaya ورزشگاه، Kediri, East Java
- Bumi Sriwijaya ورزشگاه، پالم‌بانگ
- Delta ورزشگاه، سیدوارجو
- Gajayana ورزشگاه، مالنگ
- Gelora ۱۰ نوامبر ورزشگاه، سورابایا
- Gelora Bung Karno ورزشگاه، جاکارتا
- Gelora Sriwijaya ورزشگاه (Jakabaring ورزشگاه)، پالم‌بانگ
- Jalak Harupat Soreang ورزشگاه، باندونگ
- Jatidiri ورزشگاه، سمارانگ
- Kanjuruhan ورزشگاه، مالنگ
- Kapten i Wayan Dipta ورزشگاه، Gianyar
- Lagaligo ورزشگاه، Palopo
- Lebak Bulus ورزشگاه، جاکارتا
- Manahan ورزشگاه، سوراکارتا
- Mandala ورزشگاه، جایاپورا
- Mattoangin ورزشگاه، ماکاسار
- Menteng ورزشگاه، جاکارتا
- Mulawarman ورزشگاه، بونتانگ
- Ngurah Rai ورزشگاه، دنپاسار
- Palaran ورزشگاه، ساماریندا
- Siliwangi ورزشگاه، باندونگ
- Teladan ورزشگاه، مدان

### عراق
- ورزشگاه الشباب، بغداد
- ورزشگاه فرانسو حریری، اربیل
- ورزشگاه المپیک کرکوک، کرکوک

### اسرائیل
- Bloomfield ورزشگاه، تل‌آویو
- اسرائیل Tennis Centers، رمت هشارون
- Kiryat Eliezer ورزشگاه، حیفا
- ورزشگاه رمت گن، رمت گن
- Teddy ورزشگاه، اورشلیم

### ژاپن
- ورزشگاه بوتچان، ماتسویاما، اهیمه
- ورزشگاه ای‌کوپا، استان شیزوئوکا
- ورزشگاه ورزشی هاکاتانوموری، فوکوئوکا
- ورزشگاه بیسبال ایواکی، فوکوشیما
- Iwate Prefectural Sports Park Athletic ورزشگاه، موریوکا، ایواته
- ورزشگاه کاگاوا، تاکاماتسو، کاگاوا
- ورزشگاه فوتبال کاشیما، استان ایباراکی
- ورزشگاه کیتاکامی، کیتاکامی، ایواته
- ورزشگاه بیسبال کیوهارا، اوتسونومیا، توچیگی
- ورزشگاه کی‌کی وینگ، کوماموتو
- ورزشگاه یادبود Universiade کوبه، کوبه
- ورزشگاه میجی جینگو، توکیو
- ورزشگاه بیسبال میاگی، سندای
- ورزشگاه میاگی، استان میاگی
- مسقط ورزشگاه، کوراشیکی، اوکایاما
- ورزشگاه ناگای، اوساکا
- ورزشگاه المپیک ناگانو، ناگانو
- ورزشگاه نیسان، یوکوهاما
- ورزشگاه سایتاما، سایتاما
- گنبد ساپورو، ساپورو
- ورزشگاه ورزشی شهر سندای، سندای
- ورزشگاه سندای، سندای
- ورزشگاه اوئیتا، اوئیتا
- Sun Marine ورزشگاه، میازاکی
- Tohoku Denryoku Big Swan ورزشگاه، نیگاتا
- توکیو دم، توکیو
- Toyama Municipal Baseball ورزشگاه Alpen ورزشگاه، تویاما
- ورزشگاه تویوتا، تویوتا، آیچی
- ورزشگاه بال، کوبه
- ورزشگاه یوکوهاما، یوکوهاما

### اردن
- ورزشگاه بین‌المللی، امان

### قزاقستان
- Kazhimukan Munaitpasov ورزشگاه (Shymkent)، چیمکند

### کره شمالی
- Chandongcha Park، چونگجین
- Haeju ورزشگاه، هائجو
- Kim Il-sung ورزشگاه، پیونگ‌یانگ
- ورزشگاه می دی، پیونگ‌یانگ
- Nampo ورزشگاه، نامپو
- پیونگ یانگ Arena، پیونگ‌یانگ
- Seosan ورزشگاه، پیونگ‌یانگ
- Sinuiju ورزشگاه، سینوئیجو
- Western Kaesong Park، کائسونگ
- Wonsan ورزشگاه، ونسان
- Yanggakdo ورزشگاه، پیونگ‌یانگ

### کره جنوبی
- ورزشگاه آنسان، آنسان
- ورزشگاه بوچئون، بوچئون
- ورزشگاه آسیاد بوسان، بوسان
- ورزشگاه Civil چانگ‌وون، چانگ‌وون
- ورزشگاه بائکسئون چئونان، چئونان
- ورزشگاه Civil چانچنئون، چانچنئون
- ورزشگاه دائجو، دائجو
- ورزشگاه جام‌جهانی دائجونگ. دائجونگ
- Dongdaemun ورزشگاه، سئول
- Duryu Park ورزشگاه، دائجو
- ورزشگاه گانگ‌نئونگ، گانگ‌نئونگ
- ورزشگاه گیمچئون، گیمچئون
- ورزشگاه گیم‌هااه، گیم‌هااه
- ورزشگاه گویانگ، گویانگ
- ورزشگاه Civil گومی، گومی، کره جنوبی
- ورزشگاه جام‌جهانی گوانگجو، گوانگجو
- ورزشگاه هانبت، دائجونگ
- ورزشگاه Civil اینچئون، اینچئون
- ورزشگاه مونهاک اینچئون، اینچئون
- ورزشگاه بیسبال مون‌هاک اینچئون، اینچئون
- ورزشگاه بیسبال جامسیل، سئول
- ورزشگاه جچئون، جچئون
- ورزشگاه ججو، ججو
- ورزشگاه جئونجو، جئونجو
- ورزشگاه Civil جئونجو، جئونجو
- ورزشگاه جام‌جهانی جئونجو، جئونجو
- ورزشگاه ماسان، ماسان
- ورزشگاه جام مونسو، اولسان
- ورزشگاه سانگژو، سانگژو
- ورزشگاه جام‌جهانی سئول، سئول
- ورزشگاه Civic سوون، سوون
- ورزشگاه جام‌جهانی سوون، سوون
- ورزشگاه ائوی‌جونگ‌بو، ائوی‌جونگ‌بو

### قرقیزستان
- ورزشگاه اسپارتاگ (قرقیزستان)، بیشکک

### کویت
- ورزشگاه صلح و دوستی، کویت
- ورزشگاه بین‌المللی جابر الاحمد، کویت
- ورزشگاه کاظمه، کویت
- ورزشگاه محمدالحمد، کویت

### لائوس
- ورزشگاه ملی لائوس، وینتیان
- ورزشگاه ملی جدید لائوس، وینتیان

### لبنان
- شهرک ورزشی کمیل شمعون، بیروت

### مالزی
- ورزشگاه باتو کاوان، پیننگ
- ورزشگاه بوکیت جلیل، کوالالامپور
- ورزشگاه شهر (پیننگ)، پیننگ
- Darulaman ورزشگاه، الور ستار
- Darulmakmur ورزشگاه، کوانتان
- مجموعه ورزشی دی‌بی‌ای، ایپوه
- Hang Jebat ورزشگاه، ملاکا
- Hang Tuah ورزشگاه، ملاکا
- Langkawi ورزشگاه، لنکاوی
- Likas ورزشگاه، کوتا کینابالو
- Merdeka ورزشگاه، کوالالامپور
- ورزشگاه پراک، پراک
- Sarawak ورزشگاه، کوچینگ
- ورزشگاه شاه عالم، شاه عالم
- ورزشگاه سلطان میزان زینال عابدین، Kuala Terengganu
- ورزشگاه سلطان محمد چهارم، کوتا بهارو
- Tan Sri Hassan Yunus ورزشگاه، جوهور بهرو
- ورزشگاه توانکو عبدل رحمان، سرمبان
- ورزشگاه اوتاما، کانگار

### مالدیو
- Rasmee Dhandu ورزشگاه، نر

### مغولستان
- National Sports ورزشگاه (مغولستان)، اولان‌باتور

### میانمار
- Bogyoke Aung San ورزشگاه، یانگون
- Thuwanna YTC ورزشگاه، Yangon

### نپال
- Dasarath Rangasala ورزشگاه، کاتماندو
- Dharan ورزشگاه، Dharan
- Raj ورزشگاه، Rajbiraj
- Narayani ورزشگاه Birgunj
- Pokhara ورزشگاه، پوخارا

### عمان
- مجموعه ورزشی السعاده، صلاله
- ورزشگاه پلیس سلطنتی عمان، مسقط
- مجموعه ورزشی صلاله، صلاله
- ورزشگاه سیب، مسقط
- مجموعه ورزشی سلطان قابوس، مسقط
- مجموعه ورزشی صور، صور (عمان)

### پاکستان
- ورزشگاه ارباب نیاز، پیشاور
- ورزشگاه ملی ایوب، کویته
- Bahawal ورزشگاه، بهاولپور، پاکستان
- ورزشگاه هاکی فیصل‌آباد، فیصل‌آباد
- Gaddafi ورزشگاه، لاهور
- ورزشگاه فوتبال حیدرآباد، حیدرآباد (پاکستان)
- Ibn-e-Qasim Bagh ورزشگاه، مولتان
- ورزشگاه اقبال، فیصل‌آباد
- Jinnah Sports ورزشگاه، اسلام‌آباد
- Jinnah ورزشگاه (Gujranwala)، گوجرانواله
- Jinnah ورزشگاه Sialkot، سیالکوت، پاکستان
- ورزشگاه کریکت مولتان، مولتان
- ورزشگاه می هاکی، لاهور
- ورزشگاه ملی، کراچی
- ورزشگاه نیاز، حیدرآباد (پاکستان)
- Pindi Club Ground، راولپندی
- ورزشگاه پنجاب، لاهور
- Qayyum ورزشگاه، پیشاور
- Quaid-e-Azam ورزشگاه، Mirpur، پاکستان
- Rawalpindi Cricket ورزشگاه، راولپندی
- ورزشگاه شیخوپورا، شیخوپورا

### فیلیپین
- Amoranto Velodرم، کسون
- Araneta Coliseum، مانیل
- Pagcor City , Pasay City
- Cuneta Astrodome, Pasay City
- Marikina Sports Complex, Marikina City
- Pagcor City , Pasay City
- Panaad ورزشگاه، Bacolod City
- PhilSports Complex, Pasig City
- Quezon City Sports Complex، کسون
- Rizal Memorial Sports Complex، مانیل
- Ynares Center، ریزال
- Joaquin F. Enriquez Memorial ورزشگاه، Zamboanga City

### قطر
- ورزشگاه بین‌المللی خلیفه، دوحه
- مجموعه بین‌المللی تنیس خلیفه، دوحه

### عربستان سعودی
- عبدالعزیز، مکه
- ورزشگاه ملک فهد، ریاض
- ورزشگاه ملک عبدالعزیز بن مساعد، حائل
- ورزشگاه امیر عبدالله فیصل، جده
- ورزشگاه ملک فیصل بن فهد، ریاض
- ورزشگاه ملک محمد بن فهد، دمام
- ورزشگاه ملک سلطان بن فهد، جده

### سنگاپور
- ورزشگاه بدوک
- ورزشگاه بیشان
- ورزشگاه باکیت گوم باک
- ورزشگاه چوا چو کانگ
- Hougang ورزشگاه
- Jalan Besar ورزشگاه
- ورزشگاه جورونگ شرقی
- ورزشگاه جورونگ
- ورزشگاه جورونگ غربی
- ورزشگاه ملی سنگاپور
- ورزشگاه کوئین استون
- سنگاپور Indoor ورزشگاه
- Tampines ورزشگاه
- The Float@Marina Bay
- Toa Payoh ورزشگاه
- ورزشگاه وودلندز
- Yishun ورزشگاه

### سری لانکا
- Asgiriya ورزشگاه، کندی (سری‌لانکا)
- Bogambara ورزشگاه، کندی (سری‌لانکا)
- Colombo Cricket Club Ground، کلمبو
- Galle International ورزشگاه، گالی
- Hambantota International Cricket ورزشگاه، هامبانتوتا
- Kalutara ورزشگاه، کالوتارا
- Nittawela ورزشگاه، کندی (سری‌لانکا)
- Paikiasothy Saravanamuttu ورزشگاه، کلمبو
- Pallekele International Cricket ورزشگاه، کندی (سری‌لانکا)
- Ranasinghe Premadasa ورزشگاه، کلمبو
- Rangiri Dumbulla ورزشگاه، دامبولا
- Sinhalese Sports Club Ground، کلمبو
- Sugathadasa ورزشگاه، کلمبو
- Tyronne Fernando ورزشگاه، موراتوا
- Uyanwatte ورزشگاه، Matara، سری لانکا
- Welagedara ورزشگاه، کورونیگالا

### سوریه
- ورزشگاه عباسیین، دمشق
- ورزشگاه الاسد، لاذقیه
- ورزشگاه البعث، جبله
- ورزشگاه الباسل، لاذقیه
- ورزشگاه الحمدانیه، حلب
- ورزشگاه الجلا، دمشق
- ورزشگاه بین‌المللی حلب، حلب
- ورزشگاه خالد بن ولید، حمص

### تاجیکستان
- Pamir ورزشگاه، دوشنبه (تاجیکستان)

### تایوان
- Chungcheng ورزشگاه، کاوهسیونگ
- Taichung ورزشگاه، تایچونگ
- Tainan County ورزشگاه، تاینان
- تایپه County ورزشگاه، Panchiao
- تایپه Dome، تایپه
- Tainan Dome، تاینان
- تایوان Provincial ورزشگاه، تایچونگ
- Taoyuan County ورزشگاه، تاویوان
- World Games ورزشگاه، کاوهسیونگ
- Yunlin County ورزشگاه، Dounan

### تایلند
- ۵ دسامبر ۲۰۰۷ ورزشگاه، ناخون راتچاسیما
- 700th Anniversary ورزشگاه، چیانگ مای
- Bira Circuit، پاتایا
- Jایرانakorn ورزشگاه، Hatyai
- Nakhon Sawan ورزشگاه، Nakhon Sawan
- Rajmangala ورزشگاه، بانکوک
- Sarakul ورزشگاه، Phuket city
- Suphachalasai ورزشگاه، بانکوک
- Suphanburi Municipality ورزشگاه، Suphanburi
- Surat Thani ورزشگاه، Surat Thani
- Thai Army Sports ورزشگاه، بانکوک
- Thai-ژاپنese ورزشگاه، بانکوک
- Thammasat ورزشگاه، بانکوک
- Tinasulanon ورزشگاه، Songkhla

### ترکمنستان
- ورزشگاه المپیک عشق آباد، عشق‌آباد

### امارات متحده عربی
- ورزشگاه بین‌المللی شیخ خلیفه، العین
- ورزشگاه محمد بن زاید، ابوظبی
- ورزشگاه شیخ زاید، ابوظبی
- ورزشگاه زعبیل، دبی

### ازبکستان
- ورزشگاه مرکزی، بخارا
- ورزشگاه مرکزی (Kasansay)، کاسانسای، ازبکستان
- ورزشگاه مرکزی، نمنگان
- ورزشگاه مرکزی پاختاکور، تاشکند

### ویتنام
- Cao Lanh ورزشگاه، استان دونگ تاپ
- Chi Lang ورزشگاه، دانانگ
- Go Dau ورزشگاه، استان بین دونگ
- Lạch Tray ورزشگاه، هایفونگ
- Long An ورزشگاه، استان لونگ آن
- My Dinh National ورزشگاه، هانوی
- Nha Trang ورزشگاه، استان خانح هوآ
- Pleiku ورزشگاه، استان گیا لای
- Quan khu ۷ ورزشگاه، هوشی‌مین
- Quy Nhon ورزشگاه، استان بین دین
- Hàng Đẫy ورزشگاه، هانوی
- Thanh Hoa ورزشگاه، تان هوآ
- Thiên Truong ورزشگاه، نام دین
- Thong Nhat ورزشگاه، هوشی‌مین
- Tu Do ورزشگاه، هوء

### West Bank
- Faisal Al-Husseini International ورزشگاه، الرام
- Jericho International ورزشگاه، اریحا

### یمن
- ورزشگاه شهرک ورزشی الثوره، صنعا

## آفریقا

### الجزایر
- ورزشگاه ۵ ژوئیه ۱۹۶۲، الجزیره
- ورزشگاه ۱۹ می ۱۹۵۶، آنابا
- ورزشگاه ۲۴ فوریه ۱۹۵۶، سیدی بلعباس
- ورزشگاه احمد زبانه، وهران
- ورزشگاه بیرونا، تلمسان
- ورزشگاه فررس براکنی، البلیده
- ورزشگاه محمد حملاوی، قسنطینه
- ورزشگاه المپیک (سعیده)، سعیده
- ورزشگاه طهار زغاری، غلیزان

### آنگولا
- ورزشگاه چیدادلا، لوآندا
- ورزشگاه سانتوز، وینا، آنگولا
- ورزشگاه جوآکوئم دنیس، لوآندا
- ورزشگاه بنگوالا، بنگوالا

### بنین
- ورزشگاه دل امیتیه، کوتونو

### بوتسوانا
- بوتسوانا ورزشگاه ملی، گابورون

### بورکینا فاسو
- ورزشگاه دو فر آئوت، اوآگادوگو
- ورزشگاه بلیبیه، کودوگو
- ورزشگاه شهر (بوبو دیولاسو)، بوبو دیولاسو

### بوروندی
- ورزشگاه پرنس لوئس رواگاسور، بوجومبورا

### کامرون
- ورزشگاه دل لا رنیفیکازیون، دوآلا
- ورزشگاه امنی اسپورت، یائونده

### کیپ ورد
- ورزشگاه ورزآ، پرایا

### جمهوری آفریقا مرکزی
- ورزشگاه بوگاندا بارثلمی، بانگوئی

### چاد
- ورزشگاه ملی (چاد)، انجامنا

### کومور
- ورزشگاه دل بهآاومر، مورونی
- ورزشگاه سید محمد شیخ، مورونی

### جمهوری کنگو-برازاویل
- ورزشگاه دل لا رولوزیون، برازاویل

### جمهوری دموکراتیک کنگو
- ورزشگاه دس مرتیز، کینشاسا
- ورزشگاه شهر لوبومباشی، لوبومباشی

### جیبوتی
- ورزشگاه ویله، جیبوتی

### مصر
- ورزشگاه الزمالک، قاهره
- ورزشگاه اسکندریه، اسکندریه
- ورزشگاه پیمانکاران عرب، قاهره
- ورزشگاه بنی عبید، بنی عبید
- ورزشگاه برج العرب، اسکندریه
- ورزشگاه بین‌المللی قاهره، قاهره
- ورزشگاه دمهنور، دمنهور
- ورزشگاه المنصوره، منصوره
- ورزشگاه مرزداران(حراس الحدود)، اسکندریه
- ورزشگاه اسماعیلیه، اسماعیلیه
- ورزشگاه بین‌المللی مبارک، جیزه
- ورزشگاه مختار التتش، قاهره
- ورزشگاه عثمان احمد عثمان، شهرک نصر (قاهره)
- ورزشگاه راه‌آهن(سکه الحدید)، قاهره
- ورزشگاه کانال سوئز، سوئز

### گینه استوایی
- ورزشگاه اینترناسیونالهl، مالابو

### اریتره
- ورزشگاه چیکچرو، اسمره
- ورزشگاه دکمهاره، دکمهاره
- ورزشگاه دن‌دن، اسمره
- ورزشگاه کرن، کرن، اریتره
- ورزشگاه امپیک (اسمره)، اسمره

### اتیوپی
- ورزشگاه آدیس آبابا، آدیس آبابا
- ورزشگاه دیره‌داوا، دیره‌داوا

### گابن
- ورزشگاه ادریس نگاری، اوندو
- ورزشگاه عمر بنگو، لیبرویل

### گامبیا
- ورزشگاه ایندیپندنت (باکائو)، باکائو

### غنا
- ورزشگاه آکرا، آکرا
- ورزشگاه کوماسی اسپورتز، کوماسی
- مجموعه ورزشی آزوما، آکرا

### گینه
- ورزشگاه ۲۸ سپتامبر، کوناکری

### گینه بیسائو
- ورزشگاه ۲۴ سپتامبر، بیسائو
- ورزشگاه اینو کوریا، بیسائو

### ساحل عاج
- ورزشگاه فلیکس افوات بویگنی، آبیجان

### کنیا
- ورزشگاه بین‌المللی موی، کازارانی، نایروبی
- ورزشگاه نیایو، نایروبی
- زمین رفوآ، نایروبی

### لسوتو
- ورزشگاه ملی (لسوتو)، ماسرو

### لیبریا
- مجوعه ورزشی (لیبریا)، مونروویا

### لیبی
- ورزشگاه ۱۱ ژوئن، طرابلس (لیبی)
- ورزشگاه ۲۸ مارس، بنغازی

### ماداگاسکار
- ورزشگاه ماهاما سینا، آنتاناناریوو

### مالاوی
- ورزشگاه کامازو، بالانتیره، مالاوی

### مالی
- ورزشگاه ۲۶ مارس، باماکو

### موریتانی
- ورزشگاه ملی (موریتانی)، نوآکشوت

### موریس
- ورزشگاه آنجایلا، بله وی مائورچیا

### مایوت
- ورزشگاه کاوانی، مامودزو

### مراکش
- ورزشگاه ملی کریکت، طنجه
- ورزشگاه غادیرا، غادیرا
- ورزشگاه شیخ لغدف، العیون
- ورزشگاه اسپورتیو کامپلکس، فاس
- ورزشگاه افتخار، وجده
- ورزشگاه مراکش، مراکش
- ورزشگاه لاربی زولی، کازابلانکا
- ورزشگاه محمد پنجم، کازابلانکا
- ورزشگاه مولای عبدالله، رباط
- ورزشگاه طنجه، طنجه

### موزامبیک
- ورزشگاه دو کستا دو سول، ماپوتو
- ورزشگاه دو دسپورتیو، ماپوتو
- ورزشگاه دو ماچاوا، ماپوتو
- ورزشگاه دو ماکزاکوئنه، ماپوتو

### نامیبیا
- ورزشگاه اندیپندنس (نامیبیا)، ویندهوک
- ورزشگاه سام نجوما، ویندهوک

### نیجر
- ورزشگاه ژنرال سینی کوچه، نیامی

### نیجریه
- ورزشگاه ابوجا، آبوجا
- احمدو بلو، کادونا
- ورزشگاه انیمبا اینترنشنال، آبا، نیجریه
- ورزشگاه گتوی، آبئوکوتا
- ورزشگاه جالینگو، جالینگو
- ورزشگاه لیبرتی (ایبادان)
- ورزشگاه لیبریشن، پورت هارتکورت
- ورزشگاه نامدی اکیزیوه انوگو
- ورزگاه اموکو، اموکو
- ورزشگاه ملی لاگوس، لاگوس
- ورزشگاه ساموئل اوگبمودیا' شهر بنین
- ورزشگاه سانی آباچا' کانو
- ورزشگاه شارکز، پورت هارتکورت
- ورزشگاه تسلیم بالوگان، سورولره، لاگوس، لاگوس
- ورزشگاه یو. جی. اسوینه' کالابار
- ورزشگاه شهر واری، واری

### ریونیون
- ورزشگاه دل است، سن دنی
- ورزشگاه پاول جولیوس برنارد، سن پول رئونیون

### رواندا
- ورزشگاه آمارو، کیگالی

### سنت هلن
- زمین بازی فرانسیس پلین، فرانسیس پلین

### سائوتومه و پرینسیپ
- ورزشگاه ناسیونال ۱۲ ژوئیه، سائوتومه

### سنگال
- ورزشگاه لئوپولد سنگهور، داکار

### سیشل
- ورزشگاه لینیته، روشه کیمن

### سیرالئون
- ورزشگاه ملی (سیرالئون)، فری‌تاون

### سومالی
- ورزشگاه باندیر، موگادیشو
- ورزشگاه موگادیشو، موگادیشو

### آفریقای جنوبی
- ورزشگاه آبزا، دوربان
- ورزشگاه آتریدگویل، آتریدگویل
- ورزشگاه چارلز موپلی، پوتادیتیاهابا
- ورزشگاه الیس پارک، ژوهانسبورگ
- ورزشگاه ای‌پی‌آراف‌او، پورت الیزابت
- ساکر سیتی، ژوهانسبورگ
- ورزشگاه فری استیت (aka ووداکام پارک)، بلومفونتن
- ورزشگاه گرین پوینت، کیپ‌تاون
- اچ‌ام پیتجه، ماملودی
- ورزشگاه ژوهانسبورگ، ژوهانسبورگ
- ورزشگاه لوفتوس ورسفلد، پرتوریا
- ورزشگاه ام‌بومبل، نلسپرویت
- ورزشگاه امباتو، مافیکنگ
- ورزشگاه موسی مابیدا، دوربان
- ورزشگاه نلسون ماندلا بی، پورت الیزابت
- ورزشگاه نیولندز، کیپ‌تاون
- ورزشگاه اودی، مابوپانه
- ورزشگاه المپیا (روستن‌بورگ)، راستنبرگ
- ورزشگاه ارلاندو، ارلاندو، سووتو
- ورزشگاه اچ‌ام‌پیتیه، پرتوریا
- ورزشگاه پیترزبپرگ، پولوکوین
- ورزشگاه راگبی پتریگرزروس، ژوهانسبورگ
- ورزشگاه راند، ژوهانسبورگ
- ورزشگاه رویال بافوکنگ، راستنبرگ
- ورزشگاه سوپراسپورت پارک، سنتریون، گاوتنگ
- ورزشگاه تویاندو، پولوکوین

### سودان
- ورزشگاه خارطوم، خارطوم

### سوازیلند
- ورزشگاه ملی سومهولو، لوبامبا

### تانزانیا
- ورزشگاه امان، زنگبار
- ورزشگاه ملی بنجامین ام‌کاپا، دارالسلام (تانزانیا)
- ورزشگاه سی‌سی‌ام کیرومبا، ام‌وانزا
- ورزشگاه لیک تانگانیکا، کیگوما
- ورزشگاه ملی (تانزانیا)، دارالسلام (تانزانیا)

### توگو
- ورزشگاه کگوئه، لومه

### تونس
- ورزشگاه ال منزا، تونس
- ورزشگاه ۷ نوامبر، رادس

### اوگاندا
- ورزشگاه ملی (اوگاندا)، کامپالا

### صحرای غربی
- ورزشگاه العیون، العیون

### زامبیا
- ورزشگاه ایندیپندنس (زامبیا)، لوساکا

### زیمبابوه
- ورزشگاه باربورفیلدز، بولاوایو
- ورزشگاه نشنال اسپورتس (زیمبابوه)، هراره
- ورزشگاه روفارو، هراره

## آمریکای مرکزی و کارائیب

### آنگویلا
- Webster Park، دره، آنگویلا

### آنتیگوا و باربودا
- Antigua Recreation Ground – سینت جانز
- Police Ground – Saint George پاریسh، آنتیگوا و باربودا

### آروبا
soccer:
- Guillermo Prospero Trinidad Stadion – آرانجستان، آروبا
- Compleho Deportivo Frans Figaroa – Noord

baseball:
- Don Elias Mansur Ballpark – آرانجستان، آروبا
- Joe Laveist Sport Park – Sint Nicolaas، آروبا

### باهاما
- Thomas Robinson ورزشگاه – ناسائو

### باربادوس
- باربادوس National ورزشگاه (outdoor running track) - Waterford, Saint Michael، باربادوس، Saint Michael، باربادوس (بریج‌تون)
- Garrison Savannah Racetrack (horse racing) - Garrison Historic Area, Saint Michael، باربادوس (بریج‌تون)
- Kensington Oval (cricket) - Fontabelle, Saint Michael، باربادوس، Saint Michael، باربادوس (بریج‌تون)
- Wildey Gymnasium (indoor facility) - Wildey, Saint Michael، باربادوس، Saint Michael، باربادوس

### بلیز
- Carl Ramos ورزشگاه – Dangریگا
- Marion Jones Sports Complex – بلیز City
- Norman Broaster ورزشگاه – San Ignacio (town)
- Orange Walk People's ورزشگاه – Orange Walk District
- Roger's ورزشگاه – بلیز City

### جزایر ویرجین بریتانیا
- Sherly Ground – جاده شهر

### جزایر کیمن
- Truman Boden ورزشگاه – جورج تاون، جزایر کیمن

### کاستاریکا
- ورزشگاه Alejandro Morera Soto – الاجویلا
- ورزشگاه Carlos Alvarado – Santa Bárbara Canton، استان اردیا
- ورزشگاه Carlos Ugalde Álvarez – San Carlos Canton
- ورزشگاه Ebal Rodríguez – Guápiles, Limón
- ورزشگاه Edgardo Baltodano Briceño – لیبریا، Guanacaste
- ورزشگاه Eladio Rosabal Cordero – Heredia، کاستاریکا
- ورزشگاه Guillermo Vargas Roldán – الاجویلا
- ورزشگاه Municipal Miguel "Lito" Pérez – Puntarenas
- ورزشگاه Nacional de کاستاریکا (۲۰۱۱) – La Sabana، سان خوزه (کاستاریکا)
- ورزشگاه Ricardo Saprissa Aymá – Tibás

### کوبا
- ورزشگاه Capitán San Luis – پینار دل ریو
- ورزشگاه Guillermón Moncada – سانتیاگو de کوبا
- José Antonio Huelga ورزشگاه – Sancti Spíritus، کوبا
- ورزشگاه Latinoآمریکاno – هاوانا
- ورزشگاه Panآمریکاno، هاوانا – هاوانا
- ورزشگاه Pedro Marrero – هاوانا

### دومنیکا
- گرند کیریکت – روسو
- ویندسور پارک (دومنیکا) – روسو

### جمهوری دومینیکن
- ورزشگاه Cibao – سانتیاگو، جمهوری دومینیکن
- ورزشگاه Francisco Micheli – La Romana، جمهوری دومینیکن
- ورزشگاه Julian Javier – سن فرانسیسکو ده ماکوریس
- ورزشگاه La Barranquita – سانتیاگو، جمهوری دومینیکن
- ورزشگاه Olímpico (La Vega) – لا وگا
- ورزشگاه Olímpico Félix Sánchez – سانتو دومینگو
- ورزشگاه Quisqueya – سانتو دومینگو
- ورزشگاه Tetelo Vargas – سن پدرو ده ماکوریس
- Palacio de los Deportes Virgilio Travieso Soto – سانتو دومینگو
- Puerto Bani ورزشگاه – Puerto Bani

### السالوادور
- ورزشگاه Anna Mercedes Campos – Sonsonate، السالوادور
- ورزشگاه Correcaminos – San Francisco Gotera, Morazán
- ورزشگاه Cuscatlán – سان سالوادور
- ورزشگاه España – Soyapango، سان سالوادور
- ورزشگاه Hanz Usko – La Libertad, La Libertad
- ورزشگاه Jorge Calero Suárez – Metapán
- ورزشگاه Jorge "Mágico" González – سان سالوادور
- ورزشگاه José Gregorio Martínez – Chalatenango, Chalatenango
- ورزشگاه Juan Francisco Barraza – San Miguel، السالوادور
- ورزشگاه Las Delicias – Santa Tecla، السالوادور
- ورزشگاه Mauricio Vides – Ilobasco
- ورزشگاه Oscar Quiteño – Santa Ana، السالوادور
- ورزشگاه Sergio Torres
- ورزشگاه Universitario UES – UES-سان سالوادور
- ورزشگاه ویکتوریا Gasteiz – Nejapa، سان سالوادور

### گرانادا
- Cricket National ورزشگاه – سینت‌جورجس
- گرانادا National ورزشگاه – سینت‌جورجس
- Queen's Park، گرانادا – سینت‌جورجس

### جزیره گوادلوپ
- Stade René Serge Nabajoth – لزبیم
- Stade St. Claude – باس-تر

### گواتمالا
- ورزشگاه Armando Barillas – Escuintla
- ورزشگاه Carlos Salazar Hijo – Mazatenango
- ورزشگاه David Ordoñez Bardales – Zacapa
- ورزشگاه del Ejército – گواتمالاسیتی
- ورزشگاه Del Monte – Bananera
- ورزشگاه El Trébol – گواتمالاسیتی
- ورزشگاه Kaibil Balam – Huehuetenango
- ورزشگاه La آسونسیون – آسونسیون Mita
- ورزشگاه La Pedrera – گواتمالاسیتی
- ورزشگاه Las Flores – Jalapa (Jalapa)
- ورزشگاه Las ویکتوریاs – Chiquimula
- ورزشگاه Mariano Galvez – Santa Lucia Cotzumalguapa
- ورزشگاه Mario Camposeco – Quetzaltenango
- ورزشگاه Marquesa de la ensenada – San Marcos، گواتمالا
- ورزشگاه Mateo Flores – گواتمالاسیتی
- ورزشگاه Municipal Amatitlan – اماتیتلان
- ورزشگاه Pensativo – Antigua گواتمالا
- ورزشگاه Roy Fearon – Puerto Barrios
- ورزشگاه Verapaz – Coban
- ورزشگاه Winston Pineda (El Cóndor) – Escuintla

### هائیتی
- Stade Sylvio Cator – پورتو پرنس

### هندوراس
- ورزشگاه Argelio Sabillon – Santa Bárbara، هندوراس
- ورزشگاه Carlos Mایرانda – Comayagua
- ورزشگاه Excelsior – Puerto Cortés
- ورزشگاه Fausto Flores Lagos – Choluteca, Choluteca
- ورزشگاه Francisco Morazan – سن پدرو سولا
- ورزشگاه Humberto Micheletti – El Progreso
- ورزشگاه León Gómez – Tela Timsa
- ورزشگاه Marcelo Tinoco – Danlí، El Paraíso
- ورزشگاه Miraflores – Santa Rosa de Copán
- ورزشگاه Olímpico Metropolitano – سن پدرو سولا
- ورزشگاه Roberto Martínez Ávila – Siguatepeque
- ورزشگاه Roberto Suazo Cordoba – لاپاز، هندوراس
- ورزشگاه Rubén Guifarro – Catacamas
- ورزشگاه San Jorge – Olanchito
- ورزشگاه Tiburcio Carias Andino – تگوسیگالپا
- ورزشگاه Yankel Rosenthal – سن پدرو سولا

### جامائیکا
- Elleston Wakeland ورزشگاه – Falmouth، جامائیکا
- Emmett Park – کینگستون
- Ferdi Neita Sports Complex – Portmore
- Fرم Sports Club – Savanna-la-Mar
- Greenfield ورزشگاه – Trelawny، جامائیکا
- Harbour View ورزشگاه – کینگستون
- Independence Park (جامائیکا) – کینگستون
- Prison Oval – Spanish Town
- Railway Oval – کینگستون
- Sabina Park – کینگستون

### مارتینیک
- Stade d'Honneur(مارتینیک) – فور دو فرانس
- Stade Louis Achille – فور دو فرانس
- Stade Omnisports (Lamentin) – Lamentin

### مونتسرات
- Blakes Estate ورزشگاه – پلیموث

### جزایر آنتیل هلند

#### بونیر
- Kralendijk Municipal Stadion – کرالن‌دیک
- Stadion Antonio Trenidat – Rincon, Bonaire

#### کوراسائو
- Stadion Antoin Maduro – ویلمستند، جزایر آنتیل هلند
- Stadion Ergilio Hato – ویلمستند، جزایر آنتیل هلند

### نیکاراگوئه
- ورزشگاه Cacique Diriangén – Diriamba
- ورزشگاه Glorias Costeñas – Bluefields
- ورزشگاه Independencia – Estelí
- ورزشگاه Nacional Dennis Martínez – ماناگوآ
- ورزشگاه Olímpico de San Marcos – San Marcos، نیکاراگوئه

### پاناما
- ورزشگاه Agustín Sánchez – La Chorrera، پاناما
- ورزشگاه Armando Dely Valdes – Colón، پاناما
- ورزشگاه Javier Cruz 'Artes y Oficios' – پاناماسیتی
- ورزشگاه Kenny Sarracín – David, Chiriquí
- ورزشگاه Nacional de Panamá – پاناماسیتی
- ورزشگاه Rommel Fernández – پاناماسیتی
- Toco Castillo – سانتیاگو de Veraguas, Veraguas

### پورتوریکو
- Coliseo Manuel Iguina – Arecibo، پورتوریکو
- Coliseo Rubén Rodríguez – Bayamón، پورتوریکو
- El Nuevo Comandante – Canóvanas، پورتوریکو
- ورزشگاه Hiram Bithorn – سان خوآن
- ورزشگاه Sixto Escobar – سان خوآن
- José Miguel Agrelot Coliseum – سان خوآن
- Juan Pachín Vicéns Auditorium – Ponce، پورتوریکو
- Juan Ramón Loubriel ورزشگاه – Bayamón، پورتوریکو
- Parque Yldefonso Solá Morales – Caguas، پورتوریکو

### سنت کیتس و نویس
- Warner Park Sporting Complex – باسه‌تر

### سنت لوسیا
- Beausejour ورزشگاه – Gros Islet
- Bones Park – کاستریس
- Mindoo Philip Park – کاستریس
- Vieux Fort National ورزشگاه – بخش ویو فورت

### Saint Martin
- Stade Alberic Richards – سن مارتن

### سنت وینسنت و گرنادین
- Arnos Vale ورزشگاه، کینگستون

### ترینیداد و توباگو
- Arima ورزشگاه – آریما
- Ato Boldon ورزشگاه – کووا
- Dwight Yorke ورزشگاه – Bacolet (توباگو)
- Hasely Crawford ورزشگاه – پرت آو اسپاین
- Larry Gomes ورزشگاه – Malabar، ترینیداد و توباگو
- Manny Ramjohn ورزشگاه – مارابلا (سان فرناندو (ترینیداد و توباگو))
- Marvin Lee ورزشگاه – Macoya

### جزایر تورکس و کایکوس
- TCIFA National Academy – Providenciales

### جزایر ویرجین ایالات متحده آمریکا
- Lionel Roberts Park – Saint Thomas، جزایر ویرجین ایالات متحده آمریکا

## اروپا

### آلبانی
- ورزشگاه لوروبوریچی – اشکودر
- ورزشگاه کمال استفا – تیرانا
- ورزشگاه سلمان اشترماز – تیرانا

### آندورا
- ورزشگاه کامونال دی‌اکسیوار – آندورا لاولا
- ورزشگاه کامونال لاولا آندورا – آندورا لاولا

### اتریش
- ورزشگاه ارنست هاپل – وین
- ورزشگاه فیل متال‌باو – رید ایم اینکرایس
- ورزشگاه گرهارد هناپی – وین
- هایپو-آرنا – کلاگن‌فورت
- ورزشگاه ردبول آرنا – زالتسبورگ
- ورزشگاه تیوولی نوی – اینسبروک
- یوپی‌سی-آرنا – گراتس

### بلاروس
- ورزشگاه دینامو (مینسک) – مینسک
- ورزشگاه تراکتور – مینسک

### بلژیک
- آلبرت پارک – اوستنده
- ورزشگاه بوسیل – آنتورپ
- ورزشگاه کنستنت واندن اشتوک – آندرلکت
- Cristal Arena – ژانک
- Daknamstadion – لکران
- Edmond Machtens ورزشگاه – سن-ژان-مولانبئک
- Freethiel Stadion – بووران
- Guldensporen Stadion – کورتریک
- Herman Vanderpoortenstadion – لییه
- Het Kuipje – اوئسترلو
- Jan Breydel ورزشگاه – بروژ
- Jules Ottenstadion – گنت
- King Baudouin ورزشگاه – بروکسل
- ورزشگاه المپیک آنتورپ – آنتورپ
- Oscar Vankesbeeck Stadion – مشلان
- Schiervelde Stadion – رئزلر
- Staaienveld – سن‌روئیدان
- Stade Charles Tondreau – من (بلژیک)
- Stade du Pays de Charleroi – شرلروآ
- Stade du Tivoli – للوویر
- Stade Le Canonnier – موزکرون
- ورزشگاه موریس دوفراسن – لیئژ

### بوسنی و هرزگوین
- Bijeli Brijeg ورزشگاه – موستار
- Bilino Polje – زنیتسا
- Koševo ورزشگاه – سارایوو

### بلغارستان
- Balgarska Armiya ورزشگاه – صوفیه
- Beroe ورزشگاه – استارا زاگورا
- Georgi Asparuhov ورزشگاه – صوفیه
- Gradski ورزشگاه (Ruse) – Ruse، بلغارستان
- Hristo Botev ورزشگاه (بلاگووگراد) – بلاگووگراد
- Hristo Botev ورزشگاه (Gabrovo) – گابرووو
- Hristo Botev ورزشگاه (پلوودیو) – پلوودیو
- Hristo Botev ورزشگاه (Vratsa) – وراتسا
- ورزشگاه لوکوموتیو (پلوودیو) – پلوودیو
- ورزشگاه لوکوموتیو (صوفیه) – صوفیه
- Lovech ورزشگاه – لووچ
- Naftex ورزشگاه – بورگاس
- ورزشگاه جدید وارنا – وارنا
- Panayot Volov ورزشگاه – شومن
- ورزشگاه پلوودیو – پلوودیو
- Rakovski ورزشگاه – سولیوو
- Slavia ورزشگاه – صوفیه
- Septemvri ورزشگاه – صوفیه
- Spartak ورزشگاه (Pleven) – پلون (بلغارستان)
- ورزشگاه اسپارتاک (ساندانسکی) – ساندانسکی
- ورزشگاه اسپارتاک (وارنا) – وارنا
- Ticha ورزشگاه – وارنا
- Vasil Levski National ورزشگاه – صوفیه
- ورزشگاه یوری گاگارین – وارنا

### کرواسی
- Stadion Gradski vrt – اوسییک
- Stadion Kantrida – رییکا
- Stadion Maksimir – زاگرب
- Stadion NK Varteks – واراژدین
- Stadion Poljud – اسپلیت
- Stadion Rujevica – رییکا

### قبرس
- Ammochostos ورزشگاه – لارناکا
- Antonis Papadopoulos ورزشگاه – لارناکا
- Dasaki ورزشگاه – اچنا
- Geroskipou ورزشگاه – جروسکیپو
- Makario ورزشگاه – نیکوزیا
- Neo GSP ورزشگاه – نیکوزیا
- Neo GSZ ورزشگاه – لارناکا
- Pafiako ورزشگاه – پافوس
- Peyia ورزشگاه – پیگیا
- Tasos Markou ورزشگاه – پارالیمنی
- Tsirion ورزشگاه – لیماssol

### جمهوری چک
- Bazaly – اوستراوا
- Generali Arena – پراگ
- Městský fotbalový stadion Miroslava Valenty – اوهرسکه هرادیشته
- Na Julisce – پراگ
- Stadion Evžena Rošického – پراگ
- Stadion Za Lužánkami – برنو
- Strahov ورزشگاه – پراگ
- Synot Tip Arena – پراگ

### دانمارک
For Danish territories with home rule, see جزایر فارو and گرینلند.
- Atletion – آرهوس
- Blue Water Arena – اسبیرگ
- Brøndby ورزشگاه – Brøndby
- CASA Arena Horsens – هورزنس
- Energi Nord Arena – آلبورگ
- Farum Park – Farum
- Haderslev Fodboldstadion – Haderslev
- MCH Arena – هرنینگ
- Parken ورزشگاه – کپنهاگ
- Silkeborg Stadion – Silkeborg
- TRE-FOR Park – ادنسه
- Viborg Stadion – Viborg، دانمارک

### استونی
- ورزشگاه آ. له کوک آرنا – تالین
- Kadrioru ورزشگاه – تالین
- ورزشگاه مرکزی کالوی – تالین
- Pärnu Kalevi ورزشگاه – پارنو
- Tamme ورزشگاه – تارتو

### جزایر فارو
- Gundadalur – توشهان
- Svangaskarð – Toftir
- Tórsvøllur – توشهان

### فنلاند
- ورزشگاه المپیک هلسینکی – هلسینکی
- Ratina Stadion – تامپری
- Salpausselkä skiing ورزشگاه – لاختی
- Sonera ورزشگاه – هلسینکی
- Veritas Stadion – تورکو

### فرانسه
For the فرانسوی overseas departments and territoriess, see the sections for فرانسوی Guiana، پلی‌نزی فرانسه، جزیره گوادلوپ، کالدونیای جدید، ریونیون، سنت پیر و ماژلان.
- پیست سرت – لومان (فرانسه)
- ورزشگاه آلیانز ریویرا – نیس
- MMArena – لومان (فرانسه)
- ورزشگاه پارک دو پرنس – پاریس
- ورزشگاه شابان-دلمس – بوردو (فرانسه)
- استاد دو فرانس – سن-دنی، metro پاریس
- ورزشگاه ژرلان – لیون
- ورزشگاه استاد دو لا بوژوا – نانت
- ورزشگاه ده دلا مینو – استراسبورگ
- ورزشگاه استاد دو لا موسون – مون‌پلیه
- ورزشگاه بولارت دللیس – لان، پدو کله
- ورزشگاه رولان گاروس – پاریس
- Stade Saint-Symphorien – متز
- Stade Vélodرم – مارسی
- ورزشگاه Municipal – تولوز
- ورزشگاه Nord Lille Métropole – لیل (فرانسه)

### آلمان
- آلیانز آرنا – مونیخ
- آ و د-آرنا – هانوفر (Niedersachsenstadion)
- ورزشگاه بای‌آرنا – لورکوزن
- ورزشگاه بیلفلدر – بیلفلد
- ورزشگاه بروسیا پارک – مونشن‌گلادباخ
- BZA Raumerstraße – اسن
- کومرزبانک آرنا – فرانکفورت آم ماین
- ورزشگاه دی‌کی‌بی آرنا – روستوک
- Dreisamstadion – فرایبورگ
- Embdena-Stadion – آمدن (نیدزاکسن)
- ورزشگاه بنتلر آرنا – پادربورن
- ورزشگاه اسپریت آرنا – دوسلدورف
- ورزشگاه فرانکن – نورنبرگ
- ورزشگاه فریتز والتر – کایزرسلاوترن
- Georg-Melches-Stadion – اسن
- ورزشگاه گری وبر – هاله، نوردراین-وستفالن
- ورزشگاه گروتنبورگ – کرفلد
- Grugastadion – اسن
- ورزشگاه هرمان لونس – پادربورن
- ورزشگاه لودویس پارک – زاربروکن
- Mathias-Stinnes-Stadion – اسن
- ورزشگاه گوتلیب دایملر – اشتوتگارت
- ورزشگاه ناتنبرگ – لودن‌شاید
- ورزشگاه المپیک (برلین) – برلین
- ورزشگاه المپیک مونیخ – مونیخ
- ورزشگاه اوسناتل آرنا – اسنابروک (Bremer Brücke)
- زنترال استادیون – لایپزیگ
- ورزشگاه راین انرژی – کلن
- Rot-Weiss Tennis Club – برلین
- Rothenbaum – هامبورگ
- ورزشگاه رادولف هاربیگ – درسدن
- ورزشگاه روهراشتادیون – بوخوم
- Sportpark am Hallo – اسن
- Stadion am Bieberer Berg – افنباخ آم ماین
- Stadion am Bruchweg – ماینتس
- Stadion Bäuminghausstraße – اسن
- Stadion der Freundschaft (Cottbus) – کتبوس
- ورزشگاه سادوست‌اشتادیون – لودویگسهافن
- Uhlenkrugstadion – اسن
- فلتینس آرنا – گلزن‌کیرشن (Arena AufSchalke)
- ورزشگاه هااس‌ها نوردبانک – هامبورگ
- ورزشگاه فولکس‌واگن آرنا – ولفسبورگ
- ورزشگاه وزراشتادیون – برمن
- سیگنال ایدونا پارک – دورتموند
- ورزشگاه ویلد پارک – کارلسروهه

### جبل الطارق
- ویکتوریا ورزشگاه (جبل الطارق) – جبل طارق

### یونان
- Kaftanzoglio ورزشگاه – سالونیک
- Karaiskaki ورزشگاه – پیره
- Nea Smyrni ورزشگاه – آتن
- مرکز بیسبال المپیک – آتن
- مرکز هاکی المپیک – آتن
- ورزشگاه سافت‌بال المپیک – آتن
- Kleanthis Vikelides ورزشگاه – سالونیک
- Olympic ورزشگاه (آتن) – آتن
- Olympic Tennis Centre – آتن
- Olympic Velodرم – آتن
- ورزشگاه پاناتینایکو – آتن
- Pankritiko ورزشگاه – هراکلیون
- Panpeloponnesian ورزشگاه – پاتراس
- Panthessalian ورزشگاه – ولس
- Toumba ورزشگاه – سالونیک
- Votanikos Arena – آتن

### مجارستان
- Albert Stadion – بوداپست
- DVTK Stadion – میشکولتس
- Stadion ETO – گیور
- Stadion Puskás Ferenc – بوداپست

### ایسلند
- Akranesvöllur – اکرانس
- Akureyrarvöllur – آکوریری
- Fylkisvöllur – ریکیاویک
- Hásteinsvöllur – جزایر وستمن
- Kaplakrikavöllur – هافنارفیورذور
- Keflavíkurvöllur – کپلاویک
- Kópavogsvöllur – کوپاووگور
- KR-völlur – ریکیاویک
- Laugardalsvöllur – ریکیاویک

### ایرلند
- Breffni Park – Cavan
- Carlisle Grounds – بری
- ورزشگاه کروک پارک – دوبلین
- Dalymount Park – دوبلین
- Donnybrook ورزشگاه – دوبلین
- Ferrycarrig Park – Wexford
- Finn Park – Ballybofey
- Fitzgerald ورزشگاه – کیلارنی
- Flancare Park – لانگفورد
- Gaelic Grounds – لیمریک
- Galway Sportsgrounds – گالوی
- Hunky Dorys Park – دراهیدا
- Jackman Park – لیمریک
- Lansdowne Road – دوبلین
- McHale Park – کسلبار
- Morton ورزشگاه – دوبلین
- Musgrave Park, Cork – کورک
- Nowlan Park – کیلکنی
- Oriel Park – دانداک
- Páirc Uí Chaoimh – کورک
- Páirc Uí Rinn – کورک
- Parnell Park – دوبلین
- Pearse ورزشگاه – گالوی
- RDS Arena – دوبلین
- Richmond Park (football ground) – دوبلین
- Semple ورزشگاه – Thurles
- Station Road, Newbridge – Newbridge, County Kildare
- St Colman's Park – Cobh
- Terryland Park – گالوی
- Thomond Park – لیمریک
- Tolka Park – دوبلین
- Turners Cross (ورزشگاه) – کورک
- UCD Bowl – دوبلین
- Waterford Regional Sports Centre – واترفورد

### ایتالیا
- Arena Civica, also known as Arena Napoleonica  – میلان
- کولوسئوم (disused) – رم
- Foro Italico – رم
- ورزشگاه سن سیرو، یا جوزپه مه آتزا – میلان
- ورزشگاه آرتیمو فرانچی – فلورانس
- ورزشگاه آتلتی آتزوری دایتالیا – برگامو
- ورزشگاه بریانتئو – مونتزا (میلان)
- ورزشگاه سیتا دی آرتزو (formerly Stadio Comunale) – آرتزو
- ورزشگاه دنیلو مارتلی – مانتووا
- Stadio della Vittoria – باری (ایتالیا)
- ورزشگاه دله آلپی – تورین
- ورزشگاه اتزیو شیدا – کروتون
- ورزشگاه فلامینیو – رم
- ورزشگاه فریولی – اودینه
- ورزشگاه لوئیجی فراری – جنوا
- ورزشگاه مارک آنتونیو بنتگودی – ورونا
- ورزشگاه ماریو ریگامونتی – برشا
- ورزشگاه المپیک رم – رم
- ورزشگاه المپیک تورین – تورین
- ورزشگاه رناتو دلارا – بولونیا
- ورزشگاه رنزو باربرا – پالرمو
- ورزشگاه سن فیلیپو – مسینا
- ورزشگاه سن نیکولا – باری (ایتالیا)
- ورزشگاه سن پائولو – ناپل
- ورزشگاه سنت الیا – کالیاری
- ورزشگاه ویا دل ماره – لچه
- Velodromo Vigorelli – میلان

### جرزی
- Springfield ورزشگاه – سن هلیه

### لتونی
- Skonto ورزشگاه – ریگا

### لیختن اشتاین
- ورزشگاه راین پارک – فادوتس

### لیتوانی
- Aukštaitija ورزشگاه – پانه‌وژیس
- لیتوانی National ورزشگاه – ویلنیوس
- S. Darius and S. Girėnas ورزشگاه – کونس
- Vėtra ورزشگاه – ویلنیوس
- Žalgiris ورزشگاه – ویلنیوس
- Žalgiris ورزشگاه (Klaipėda) – کلایپدا

### لوکزامبورگ
- Stade Josy Barthel – لوکزامبورگ

### جمهوری مقدونیه
- Gradski stadion Tetovo – تتوفو
- ورزشگاه فیلیپ دوم – اسکوپیه

### مالت
- Ta' Qali National ورزشگاه – Ta' Qali

### مولداوی
- Sheriff ورزشگاه – تیرابلوس
- Stadionul Constructorul – کیشینف
- Stadionul مولداوی (Chişinău) – کیشینف
- Stadionul Republican – کیشینف
- Zimbru ورزشگاه – کیشینف

### موناکو
- Monte Carlo Country Club – مونته کارلو
- ورزشگاه لویی دوم – Fontvieille، موناکو

### مونته‌نگرو
- Gradski stadion (Berane) – برانه
- Gradski stadion (Nikšić) – نیکشیچ
- پودگوریتسا City ورزشگاه – پودگوریتسا
- Stadion Pod Malim Brdom – Petrovac (مونته‌نگرو)

### هلند
- Abe Lenstra Stadion – هیرنفین
- Alkmaarderhout – آلکمار
- آمستردام Arena – آمستردام
- De Adelaarshorst – دفنتر
- De Geusselt – ماستریخت
- De Grolsch Veste – انسخده
- De Koel – فنلو
- De Meer Stadion – آمستردام
- De Vijverberg – دوتینخم
- De Vliert – سرتوخن‌بوس
- Euroborg – گرونینگن
- Feijenoord Stadion (ورزشگاه دکویپ) – روتردام
- GelreDome – آرنهم
- Kras Stadion – Volendam
- Mandemakers Stadion – Waalwijk
- MariFlex Stadion – روزن‌دال
- Olympic ورزشگاه (آمستردام) – آمستردام
- Oosterenkstadion – زووله
- Oosterpark Stadion – گرونینگن
- Parkstad Limburg Stadion – کرکراد
- Philips Stadion – آیندهوون
- Polman Stadion – آلملو
- Rat Verlegh Stadion – بردا
- Sparta Stadion Het Kasteel – روتردام
- Stadion de Goffert – نیمیخن
- Stadion Galgenwaard – اوترخت
- Sportpark Berg & Bos – آپلدورن
- Stadion Woudestein – روتردام
- Zuiderpark Stadion – لاهه

### جمهوری ترک قبرس شمالی
- GSE ورزشگاه – فاماگوستا
- Zafer Stadı – Güzelyurt

### نروژ
- Aker Stadion – مولدا
- Alfheim stadion – ترومسا
- Åråsen Stadion – Lillestrøm
- Aspmyra Stadion – بودو، نروژ
- Bislett Stadion – اسلو
- Brann Stadion – برگن
- Briskeby Arena – هامار
- Bryne Stadion – Bryne
- Color Line Stadion – السوند
- Fredrikstad stadion (۲۰۰۷) – فردریکستاد
- Holmenkollen ski jump – اسلو
- Lerkendal Stadion – تروندهایم
- Lysgårdsbakken – لیلهامر
- Marienlyst Stadion – درامن
- Melløs Stadion – Moss، نروژ
- Nadderud stadion – Bekkestua
- Skagerak Arena – شین (نروژ)
- Sør Arena – کریستیان‌ساند
- Storstadion – Sandefjord
- Ullevaal Stadion – اسلو
- Viking Stadion – استاوانگر

### لهستان
- ۱۰th-Anniversary ورزشگاه – ورشو
- Białystok City ورزشگاه – بیاویستوک
- Dialog Arena – Lubin
- Kielce City ورزشگاه – کیلتس
- ورزشگاه ملی ورشو – ورشو
- OSiR Skałka – اشفینتوخوویتسه
- ورزشگاه پی‌جی‌ای آرنا – گدانسک
- Polish Army ورزشگاه – ورشو
- Silesian ورزشگاه – هاشاو / کاتوویتس
- Stadion Lechii – گدانسک
- Stadion ŁKS – ووج
- ورزشگاه میئجزسکی (پوزنان) – پوزنان
- ورزشگاه میئجزسکی (وروتسلاو) – وروتسلاو

### پرتغال
- ورزشگاه الگاروه – Sao João da Venda, between فارو (پرتغال) and لوله
- Estádio Cidade de Barcelos – بارسلوس
- Estádio Cidade de Coimbra – کویمبرا
- ورزشگاه استادیو دا لوز – لیسبون
- Estádio de São Miguel (Ponta Delgada)، پونتا دلگادا
- Estádio do Bessa – پورتو
- Estádio do Bonfim – ستوبال
- ورزشگاه دراگو – پورتو
- Estádio do Restelo – لیسبون
- Estádio dos Barreiros – فونشال
- Estádio D. Afonso Henriques – گویمارائس
- Estádio José Alvalade – لیسبون
- Estádio Dr. Magalhães Pessoa – لیریا
- Estádio Municipal de Águeda – آگوئدا
- Estádio Municipal de Aveiro – آویرو
- Estádio Municipal de Braga – براگا
- ورزشگاه ملی لیسبون – Cruz Quebrada - Dafundo, Oeiras Municipality، پرتغال
- Estádio Primeiro de Maio – براگا
- Estádio Prof. Dr. José Vieira de Carvalho – مایا، پرتغال
- Estoril Court Central – Cruz Quebrada - Dafundo, Oeiras Municipality، پرتغال

### رومانی
- Stadionul Ceahlăul – پیاترا نئم
- Stadionul Francisc von Neumann – Arad، رومانی
- Stadionul Dan Păltinişanu – تیمیشوارا
- Stadionul Dinamo – بخارست
- Stadionul Dr. Constantin Rădulescu – کلوژ-نپوکا
- Stadionul Dunărea – گالاتسی (رومانی)
- Stadionul Farul – کونستانس
- Stadionul Giuleşti-Valentin Stănescu – بخارست
- Stadionul Iftimie Ilisei – مدجیجا
- Stadionul Ion Moina – کلوژ-نپوکا
- Stadionul Ion Oblemenco – کرایووا
- Stadionul Jiul – پتروشن
- Stadionul مولداوی (Roman) – Roman، رومانی
- Stadionul Municipal (Bacău) – باکائو
- Stadionul Municipal (Botoşani) – بوتوشن
- Stadionul Municipal (Drobeta-Turnu Severin) – دروبتا-تورنو سورین
- ورزشگاه ملی رومانی – بخارست
- Stadionul Nicolae Dobrin – پیتشت
- Stadionul Steaua – بخارست

### روسیه
- ورزشگاه دینامو (مسکو) – مسکو
- Luzhniki ورزشگاه – مسکو
- ورزشگاه خزر – مخاچ‌قلعه
- ورزشگاه خیمیک – کمروف
- Kirov ورزشگاه – سن پترزبورگ
- Metallurg ورزشگاه – سامارا، روسیه
- Republikan ورزشگاه اسپارتاگ – ولادی‌قفقاز
- SKA SKVO ورزشگاه – روستوف-نا-دونو
- Tsentralnyi Profsoyuz ورزشگاه – وورونژ
- Tsentralnyi ورزشگاه – ولگاگراد
- Tsentralnyi ورزشگاه (Astrakhan) – آستراخان
- Uvays Akhtayev ورزشگاه – گروزنی

### سن مارینو
- ورزشگاه المپیک (سن مارینو) – Serravalle (سن مارینو)

### صربستان
- ورزشگاه شهر (پریشتینا) – پریشتینا
- ورزشگاه اف‌کی Crvena zvezda – بلگراد
- ورزشگاه اف‌کی پارتیزان – بلگراد

### اسلواکی
- Štadión Antona Malatinského – ترناوا
- Tehelné Pole Stadion – براتیسلاوا
- Vsesportový Areal – کوشیتسه

### اسپانیا

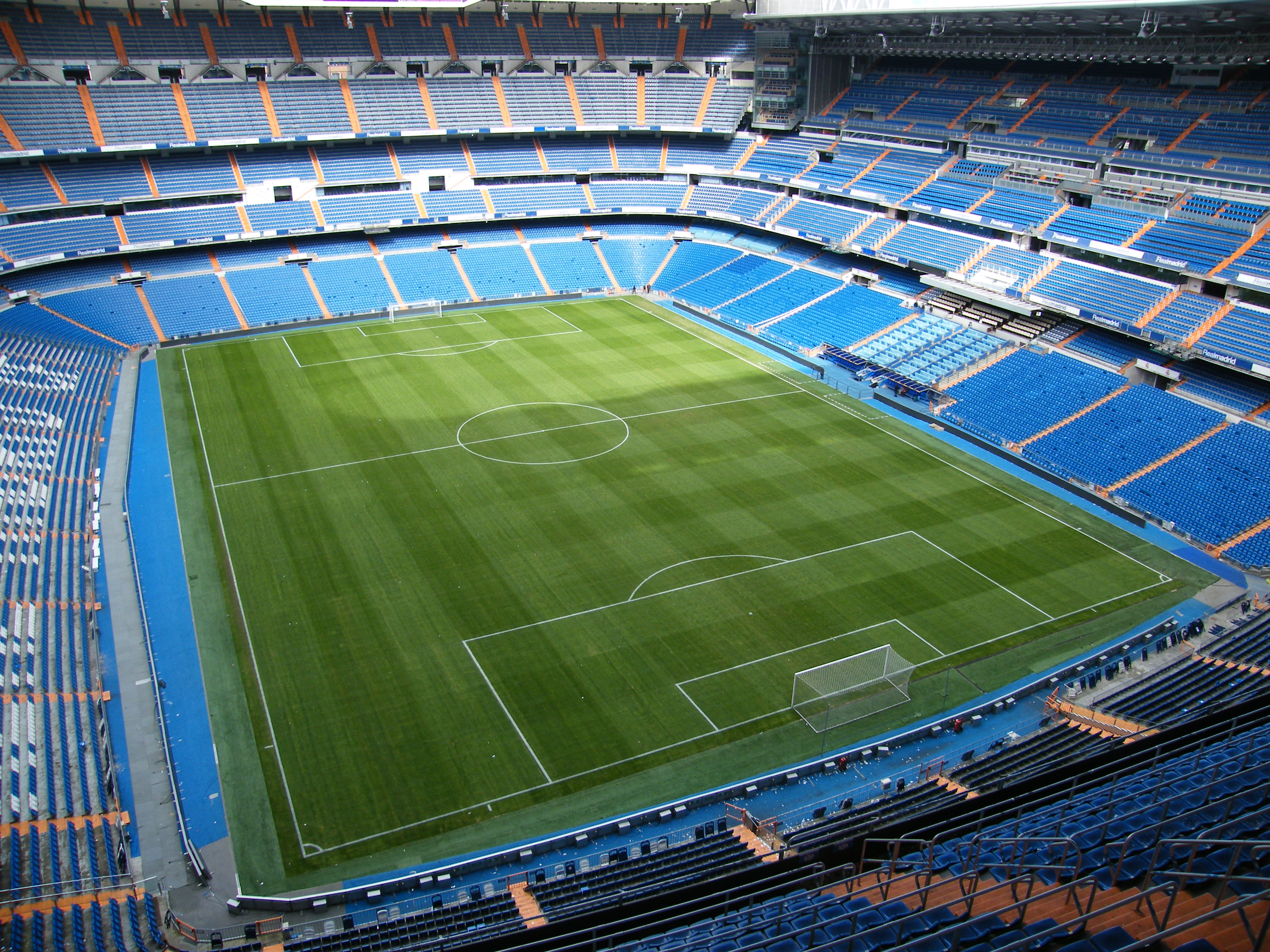
ورزشگاه سانتیاگو برنابئو

### اسلوونی
- Arena Petrol – تسلیه
- Bežigrad ورزشگاه – لیوبلیانا
- Športni park Stožice – لیوبلیانا
- Stadion Ljudski vrt – ماریبور
- Stadion Matije Gubca – کرشکو

### سوئد
- ورزشگاه برن آرنا – اوربرو
- Borås Arena – بوروس
- Domnarvsvallen – Borlange، سوئد
- Fredriksskans – کلمر (سوئد)
- Gamla Ullevi (۲۰۰۸) – گوتنبورگ
- Grimsta IP – استکهلم
- ورزشگاه نیا پارکن – نورکوپینگ
- Malmö ورزشگاه – مالمو
- Norrporten Arena – ساندسول
- المپیا (ورزشگاه) – هلسینگبورگ
- ورزشگاه اوریانس وال – هالمستاد
- Rambergsvallen – گوتنبورگ
- Råsunda ورزشگاه – سولنا، استکهلم
- Swedbank Stadion – مالمو
- Söderstadion – استکهلم
- Södertälje Fotbollsarena – سودتلیا
- Stadsparksvallen – یونشوپینگ
- Starke Arvid Arena – Ljungskile
- ورزشگاه المپیک استکهلم – استکهلم
- Strömvallen – یوله
- ورزشگاه اولوی – گوتنبورگ
- Vångavallen – ترلبوریه
- Värendsvallen – وکفو

Under construction
- Guldfågeln Arena – کلمر (سوئد)
- استکهلمsarenan – استکهلم
- Swedbank Arena, Solna – سولنا

### سوئیس
- ورزشگاه لتزیگراند – زوریخ
- سنت یاکوب پارک – بازل
- ورزشگاه ژنو – ژنو
- ورزشگاه سوئیس وانکدورف – برن
- ورزشگاه زوریخ – زوریخ

### ترکیه
- Ali Sami Yen ورزشگاه – استانبول
- ورزشگاه ۱۹ مه آنکارا – آنکارا
- آنکارا آق‌تپه ورزشگاه – آنکارا
- ورزشگاه المپیک آتاترک – استانبول
- BJK İnönü ورزشگاه – استانبول
- Bursa Atatürk ورزشگاه – بورسا
- Diyarbakır Atatürk ورزشگاه – دیاربکر
- Erzurum Cemal Gürsel ورزشگاه – ارزروم
- ورزشگاه آتاترک اسکی‌شهر – اسکی‌شهر
- ورزشگاه کمیل اوجک غازی عینتاب – غازی عینتاب
- ورزشگاه حسین عونی آکر – ترابزون
- Istanbul Park – استانبول
- İzmir Alsancak ورزشگاه – ازمیر
- İzmir Atatürk ورزشگاه – ازمیر
- ورزشگاه قادر هاس قیصریه – قیصریه
- Rize Atatürk ورزشگاه – ریزه
- ورزشگاه ۱۹ مه مانیسا – صامسون
- ورزشگاه شکری سراج‌اوغلو – استانبول
- ورزشگاه ترک تلکام آرنا – استانبول

### اوکراین
- Avanhard ورزشگاه (Luhansk) – لوهانسک
- Avanhard ورزشگاه (Lutsk) – لوتسک
- Avanhard ورزشگاه (Uzhhorod) – اوژهورود
- Butovsky Vorskla ورزشگاه – پولتاوا
- Central ورزشگاه (Zaporizhia) – زاپروژیا
- Chornomorets ورزشگاه – اودسا
- Dnipro Arena – دنیپروپتروفسک
- ورزشگاه داناس آرنا – دونتسک
- Illichivets ورزشگاه – ماریوپول
- Lobanovsky Dynamo ورزشگاه – کی‌یف
- Lokomotiv ورزشگاه (Tavriya) – سیمفروپول
- MCS Rukh – ایوانو-فرانکیفسک
- ورزشگاه متالیست – خارکوف
- Metalurh ورزشگاه (Kryvyi Rih) – کریفیی ریه
- ورزشگاه ملی المپیسکی – کی‌یف
- RSC Olimpiyskiy – دونتسک
- Tsentralnyi Stadion Cherkasy – چرکاسی
- Ukraina ورزشگاه – لویو
- Yuvileiny ورزشگاه – سومی

#### انگلستان

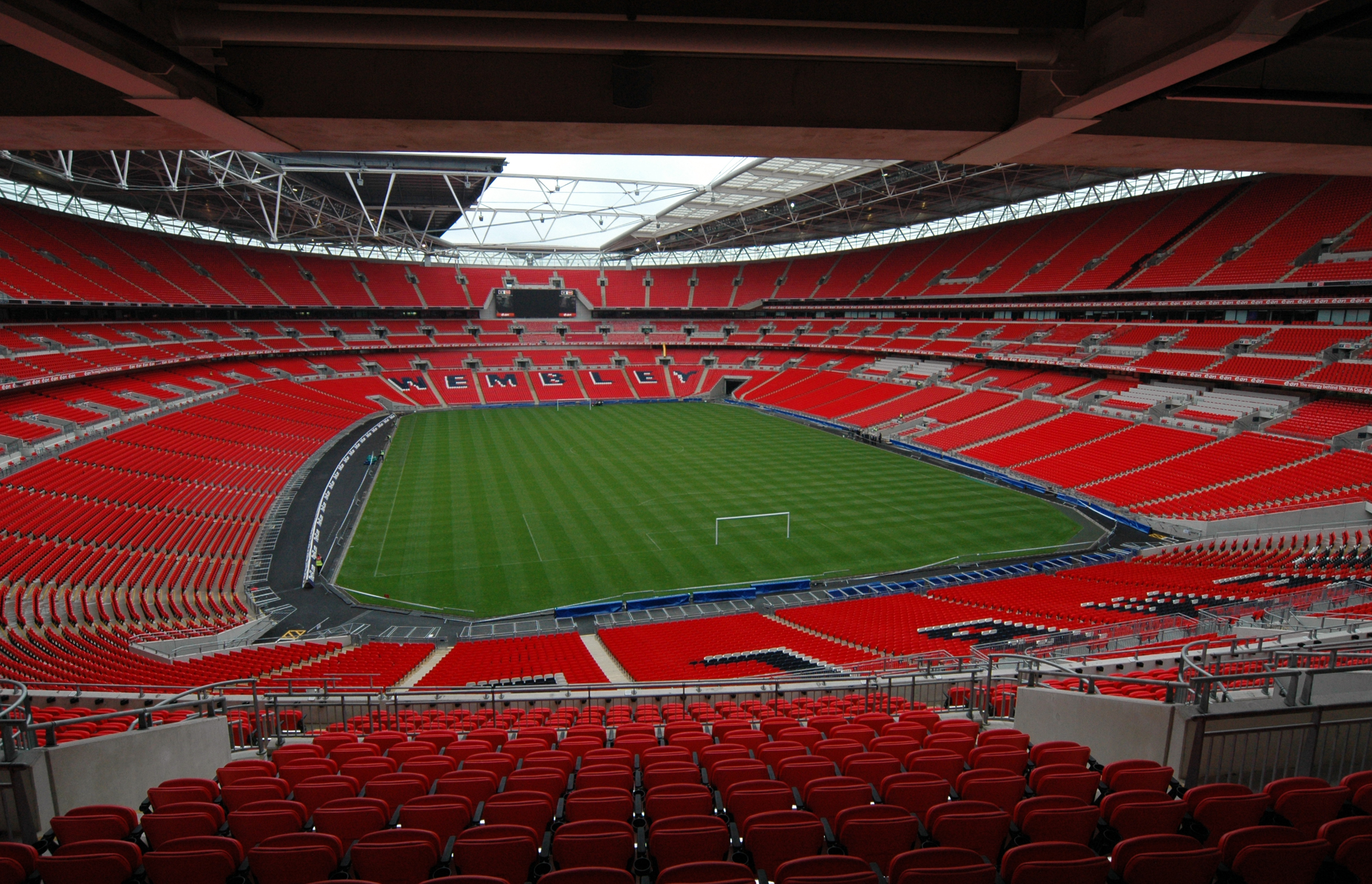
ورزشگاه ومبلی

### بریتانیا

#### ایرلند شمالی
- Brandywell ورزشگاه – دری (ایرلند شمالی)
- Casement Park – بلفاست
- Healy Park – Omagh
- The Oval (بلفاست) – بلفاست
- Ravenhill ورزشگاه – بلفاست
- Solitude (football ground) – بلفاست
- Windsor Park – بلفاست

#### اسکاتلند
- Murrayfield ورزشگاه – ادینبرو
- Netherdale – Galashiels

## اقیانوسیه

### ساموآی آمریکا
- Veterans Memorial ورزشگاه (پاگو پاگو) – پاگو پاگو

### استرالیا

#### Cricket and AFL
- AAMI ورزشگاه – آدلاید (formerly Football Park)
- Adelaide Oval – آدلاید
- Arden St Oval – ملبورن
- Aurora ورزشگاه – Launceston, Tasmania
- Bellerive Oval – هوبارت
- Brisbane Cricket Ground – بریزبن (Commonly known as "The Gabba")
- Carrara ورزشگاه – گلد کوست
- Drummoyne Oval – سیدنی
- Kooyong ورزشگاه – ملبورن
- Lilac Hill – پرت (استرالیا)
- Magdalla Park – سیدنی
- Manuka Oval – کانبرا
- Marrara Oval – داروین (استرالیا)
- MC Labour Park – ملبورن
- ورزشگاه کریکت ملبورن – ملبورن
- North Hobart Oval – هوبارت
- Richmond Cricket Ground – ملبورن
- Skilled ورزشگاه – جیلان (استرالیا) (formerly Kardinia Park (ورزشگاه))
- Subiaco Oval – پرت (استرالیا)
- Sydney Cricket Ground – سیدنی
- Telstra Dome – ملبورن (formerly Colonial ورزشگاه and Docklands ورزشگاه)
- ویکتوریا Park, Melbourne – ملبورن
- WACA Ground – پرت (استرالیا)
- Waverley Park – ملبورن
- Windy Hill, Essendon – ملبورن

#### Rugby League, Rugby Union, Soccer
- ورزشگاه مستطیلی ملبورن – ملبورن
- Queensland Sport and Athletics Centre – بریزبن (formally QEII ورزشگاه)
- ورزشگاه استرالیا – سیدنی (formerly ورزشگاه استرالیا and Telstra ورزشگاه)
- Ballymore ورزشگاه – Brisbane
- Belmore Oval, Sydney – سیدنی
- Bluetongue Central Coast ورزشگاه – سنترال کست
- Brookvale Oval – سیدنی
- Campbelltown ورزشگاه – سیدنی
- کانبرا ورزشگاه – کانبرا (formerly Bruce ورزشگاه)
- CUA ورزشگاه – سیدنی
- Dairy Farmers ورزشگاه تانزویل – Townsville, Queensland (Formerly known as Stockland ورزشگاه)
- Dolphin Oval – بریزبن
- Energyاسترالیا ورزشگاه – نیوکاسل (استرالیا)
- Henson Park, Sydney – سیدنی
- Hindmarsh ورزشگاه – آدلاید
- Leichhardt Oval – سیدنی
- Perth Oval – پرت (استرالیا)
- Olympic Park ورزشگاه – ملبورن
- Parramatta ورزشگاه – سیدنی
- Perry Lakes ورزشگاه – پرت (استرالیا)
- Pioneer Oval – سیدنی
- Redfern Oval – سیدنی
- Skilled Park – گلد کوست
- Suncorp ورزشگاه – بریزبن (formerly Lang Park)
- Sydney Football ورزشگاه – سیدنی (formerly Aussie ورزشگاه)
- Toyota Park (Cronulla) – کرونولا، استرالیا
- WIN Jubilee Oval – سیدنی (Formerly known as Kogarah Park)
- WIN ورزشگاه – ولونگونگ

### جزایر کوک
- ورزشگاه ملی (جزایر کوک)، آواروآ

### ایالات فدرال میکرونزی
- Yap Sports Complex – Colonia, Yap

### فیجی
- ورزشگاه ملی (سووا) – سووا
- ورزشگاه پست فیجی – سووا

### پلی‌نزی فرانسه
- Stade Pater – Pirae

### گوام
- Paseo ورزشگاه – هاگاتنا
- Wettengel Rugby Field – هاگاتنا

### کیریباتی
- Bairiki National ورزشگاه – تاراوای جنوبی

### جزایر مارشال
- ورزشگاه ورزشی (جزایر مارشال) – ماجورو

### نائورو
- Linkbelt Oval – Aiwo
- Menen ورزشگاه – Meneng District
- National ورزشگاه (نائورو) – یارن

### کالدونیای جدید
- Stade Numa-Daly Magenta – نومئا

### نیوزلند
- AMI ورزشگاه (formerly Jade ورزشگاه and Lancaster Park) – کرایست‌چرچ
- Arena Manawatu – پالمرستون نورث
- ASB Tennis Centre – آوکلند
- Basin Reserve – ولینگتون
- Carisbrook – دنیدن
- Eden Park – آوکلند
- Mount Smart ورزشگاه (formerly Ericsson ورزشگاه) – آوکلند
- North Harbour ورزشگاه – Albany، نیوزلند
- Queen Elizabeth II Park – کرایست‌چرچ
- Rotorua International ورزشگاه – Rotorua
- Rugby Park ورزشگاه – اینورکارگیل
- Waikato ورزشگاه – هامیلتون (نیوزیلند)
- Western Springs ورزشگاه – آوکلند
- Westpac Park – هامیلتون (نیوزیلند)
- Westpac ورزشگاه – ولینگتون
- Yarrow ورزشگاه – New Plymouth

### نیوئه
- نیوئه High School Oval – الوفی
- Village Park (ورزشگاه) – الوفی

### جزیره نورفولک
- جزیره نورفولک Central School Oval – Burnt Pine

### جزایر ماریانای شمالی
- F.M. Palacios Field – سایپان

### پالائو
- ورزشگاه ملی (پالائو) – کورور

### پاپوآ گینه نو
- Hubert Murray ورزشگاه – پورت مورسبی

### ساموآ
- ورزشگاه ملی فوتبال (ساموآ) – Tuanaimato

### جزایر سلیمان
- Lawson Tama ورزشگاه – هونیارا

### توکلائو
- Hemoana ورزشگاه – Nukunonu

### تونگا
- Mangweni ورزشگاه – نوکوآلوفا

### تووالو
- Vaiaku ورزشگاه – فونافوتی

### وانواتو
- Korman ورزشگاه – پورت ویلا

### والیس و فوتونا
- Stade de ماتا - اوتو – ماتا - اوتو

## آمریکا شمالی

### برمودا
- ورشگاه ملی برمودا – همیلتون (برمودا)

### گرینلند
- ورزشگاه نوک، نوک (گرینلند)

### مکزیک
- ورزشگاه آزتکا، مکزیکو سیتی
- ورزشگاه اوزول، مکزیکو سیتی
- ورزشگاه بانورته، Culiacán، سینالوآ
- ورزشگاه چنتناریو (لوس موکیس)، لوس موکیس، سینالوآ
- ورزشگاه کرونا، توراون، کائویلا
- ورزشگاه کورگیدورا، سانتیاگو د کوئرتارو، کوئرتارو
- ورزشگاه کروکو دیاز، زاکاتپک د ایدالگو، مورلوس
- ورزشگاه کائوتموک، ئوابلا
- ورزشگاه فوتبال مونتری، مونتری، نئو لئون
- ورزشگاه ایدالگو، پاکوکا، ایدالگو
- ورزشگاه جالیسکو، گوئادالاجارا، جالیسکو
- ورزشگاه لوئیس دلافوانته، وراکروز، وراکروز
- ورزشگاه مورلوس، مورلیا، میکوآچان
- نمسیو دیز، تلوکا، ورزشگاه مکزیکو
- ورزشگاه نزا ۸۶، نزوآلکودوتل، ورزشگاه مکزیکو
- ورزشگاه نئوکمپ (مکزیک)، لئون، گواناجواتو
- ورزشگاه المپیک یونیورسیتاریو، مکزیکو سیتی
- ورزشگاه امنی لایف، گوادالاجارا، جالیسکو
- ورزشگاه تامولیپاس، تامپیکو، تامولیپاس
- ورزشگاه سوم مارس، زاپوپان، جالیسکو
- ورزشگاه اونیورسیتاریو، مونتری، نئو لئون
- ورزشگاه ویکتور مانوئل رینا، توکسترا گوتیرز، کیاپاس
- ورزشگاه ویکتوریا، آگوس‌کالینتز، آگوس‌کالینتز

### آمریکا

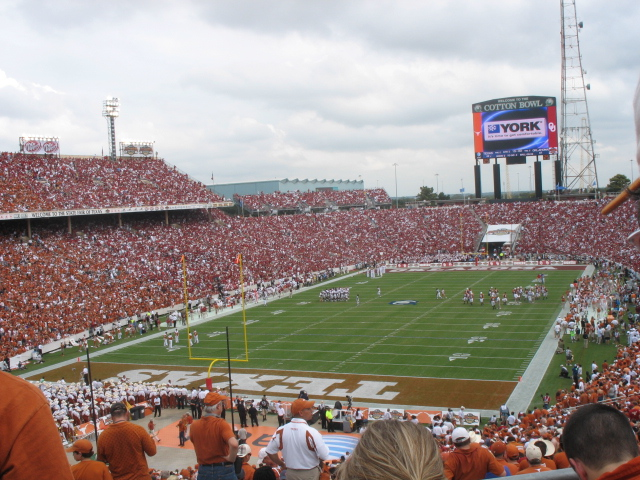
ورزشگاه کاتن بول

## آمریکای جنوبی

### آرژانتین
- کلوپ تنیس چمن بوئنوس آیرس – بوئنوس آیرس
- ورشگاه ۱۵ آوریل، سان تافه، آرژانتین
- ورزشگاه آلبرتو جی آرماندو، بوئنوس آیرس
- ورزشگاه بریگدیر استانیس لائو لوپز، سانتا فه، آرژانتین
- ورزشگاه کوداد دلا پلاتا، لاپلاتا
- ورزشگاه کیوداد وینسنت لوپز، وینسنت لوپز
- ورزشگاه دیگو آرماندو مارادونا، بوئنوس آیرس
- ورزشگاه دن لدون کن بوزسکی، بوئنوس آیرس
- ورزشگاه ال جیانته دل نورته، سالتا
- ورزشگاه ال جیانته دآلبردی، کردوبا، آرژانتین
- ورزشگاه ادواردو گالاردون، بوئنوس آیرس
- ورزشگاه فلورنسو زولا، بانفیلد، بوئنوس آیرس
- ورزشگاه گابینو سوزا - روزاریو
- ورزشگاه اسنتیتیو د کوردوبا، کوردوبا، آرژانتین
- ورزشگاه جوزه آمالفیتانی، بوئنوس آیرس
- ورزشگاه جوزه لوئس مزنر (سنتناریو)، کوئلمز
- ورزشگاه جوزه ماریا مینلا، مار د پلاتا
- ورزشگاه جوزه ماریو اولااتا - روزاریو
- ورزشگاه ژوان کارلوس زریولو، لاپلاتا
- ورزشگاه لانائوس، لانائوس
- ورزشگاه لبرتادورز د آمریکا، آولاندا
- ورزشگاه مالویناس آرژانتین، مندوزا، آرژانتین
- ورزشگاه یادمان آزادی آنتونیو وسپوچیو – بوئنوس آیرس
- ورزشگاه یادمان ویکتوریا، تیگره، بوئنوس آیرس
- ورزشگا نولز الد بویز، روزاریو
- ورزشگاه کوبیرتو نولز اولد بویز - روزاریو
- ورزشگاه نئوا شیکاگو، بوئنوس آیرس
- ورزشگاه نئوا اسپاگنا، بوئنوس آیرس
- ورزشگاه المپیک کتئو کارآس، کوردوبا، آرژانتین
- ورزشگاه پارکوآروکا – بوئنوس آیرس
- ورزشگاه پدرو بیدگین، بوئنوس آیرس
- ورزشگاه رئیس‌جمهور ژوان دومنگو پرون، آولاندآ
- ورزشگاه ریکاردو ادچوری، بوئنوس آیرس
- ورزشگاه گیگانته د ارویتو، روزاریو
- ورزشگاه توماس آدولف دوکو، بوئنوس آیرس
- ورزشگاه لاتاچیتا پلاتا، سان سالوادور د جوجوی

### بولیوی
- ورزشگاه فلیکس آپریلز، کوکامبا
- ورزشگاه هرناندو سیلس، لاپاز
- ورشگته المپیک پاتریا، سوکره
- ورزشگاه رامون تاهویچی آگویرا، سانتا کروس د لا سیرا (بولیوی)

### برزیل
- Arena Joinville، جوینویل
- Arena Multiuso، سالوادور
- ورزشگاه Ademar da Costa Carvalho، ریسیف
- ورزشگاه da Ressacada، فلوریانوپلیس
- ورزشگاه Jóia da Princesa، فیرا دی سانتانا
- ورزشگاه Parque São Jorge، سائوپائولو
- ورزشگاه Alfredo Jaconi، کاشیاس دو سو
- Rio Pretão , São José do Rio Preto
- ورزشگاه Barão de Serra Negra، پیراسیکابا
- ورزشگاه Benedito Teixeira, São José do Rio Preto
- ورزشگاه Brinco de Ouro، کمپیناس
- ورزشگاه Centenário، کاشیاس دو سو
- ورزشگاه Centro Poliesportivo Pinheiro، کوریتیبا
- ورزشگاه do Morumbi، سائوپائولو
- ورزشگاه Dr. Francisco de Palma Travassos، ریبرآ پرتو
- ورزشگاه Eduardo José Farah، پرودنت مورایس
- Douradão، دورادوس
- ورزشگاه Godofredo Cruz, Campos dos Goytacazes
- ورزشگاه Governador Alberto Tavares Silva، ترسینا
- ورزشگاه Governador Ernani Sátiro, Campina Grande
- ورزشگاه Heriberto Hülse، کریسیوما
- ورزشگاه Jacy Scaff، لوندرینا
- ورزشگاه Governador João Castelo, São Luís, Maranhão
- ورزشگاه Governador José Fragelli، کویابا
- ورزشگاه do Maracanã، ریو دوژانیرو
- ورزشگاه José Américo de Almeida Filho، ژواو پسوا، پارائیبا
- ورزشگاه José do Rego Maciel، ریسیف
- ورزشگاه José Pinheiro Borba، پورتو الگره
- ورزشگاه Kléber Andrade, Cariacica
- ورزشگاه Luiz José de Lacerda, Caruaru
- ورزشگاه مینیرو، بلو هوریزونته
- ورزشگاه Major Antônio do Couto Pereira، کوریتیبا
- ورزشگاه Major José Levy Sobrinho, Limeira
- ورزشگاه Mané Garrincha، برازیلیا
- ورزشگاه Manoel Barradas، سالوادور
- Frasqueirão, Natal, Rio Grande do Norte
- ورزشگاه Martins Pereira، سائو خوزه دوس کامپس
- ورزشگاه Municipal Adail Nunes da Silva, Taquaritinga
- ورزشگاه Municipal João Guido، یوبرابا
- ورزشگاه Municipal João Havelange، یوبرلاندیا
- ورزشگاه Municipal Juscelino Kubitschek، ایتومبیارا
- ورزشگاه Nhozinho Santos, São Luís, Maranhão
- ورزشگاه Municipal Prefeito Dilson Luiz de Melo، ورگینها
- ورزشگاه Municipal Radialista Mario Helênio, Juiz de Fora
- ورزشگاه Olímpico Colosso da Lagoa, Erechim
- Mangueirão، بلم
- ورزشگاه Olímpico João Havelange، ریو دوژانیرو
- ورزشگاه Olímpico Monumental، پورتو الگره
- ورزشگاه Olímpico Regional Arnaldo Busatto، مار زنگی
- ورزشگاه Fonte Nova، سالوادور
- ورزشگاه do Pacaembu، سائوپائولو
- ورزشگاه Palestra Itália، سائوپائولو
- ورزشگاه Papa João Paulo II، موگی میریم
- ورزشگاه Pedro Victor de Albuquerque, Caruaru
- ورزشگاه Plácido Castelo، فورتالزا
- ورزشگاه Rei Pelé، ماسیو
- ورزشگاه Santa Cruz، ریبرآ پرتو
- São Januário، ریو دوژانیرو
- ورزشگاه Serra Dourada، گویانیا
- ورزشگاه da Universidade de Lavras, Lavras
- ورزشگاه Universitário Pedro Pedrossian، کامپوگرانده
- ورزشگاه Universitário São Paulo، سائوپائولو
- ورزشگاه Vivaldo لیما، مانائوس
- ورزشگاه Waldomiro Pereira, Patos de Minas
- ورزشگاه آرنا دا بایشادا، کوریتیبا (formerly ورزشگاه Joaquim Américo, or Arena da Baixada)

### شیلی
- Club Hípico de سانتیاگو، سانتیاگو
- Coliseo La Tortuga، تالکاهوانو
- ورزشگاه Carlos Dittborn, Arica، شیلی
- ورزشگاه El Cobre، السالوادور، شیلی
- ورزشگاه El Teniente، رانکاگوا
- ورزشگاه Fiscal de Talca، تالکا
- ورزشگاه La Granja، کوریکو، شیلی
- ورزشگاه La Portada, La Serena، شیلی
- ورزشگاه Las Higueras، تالکاهوانو
- ورزشگاه Monumental David Arellano، سانتیاگو
- ورزشگاه Municipal de Calama, Calama، شیلی
- ورزشگاه Municipal de Concepción، کانسپسیون
- ورزشگاه Municipal de La Cisterna، سانتیاگو
- ورزشگاه Municipal de La Florida, La Florida، شیلی
- ورزشگاه Municipal Francisco Sánchez Rumoroso, Coquimbo
- ورزشگاه Municipal Germán Becker، تموکو
- ورزشگاه Municipal Roberto Bravo Santibáñez, Melipilla
- ورزشگاه Municipal Rubén Marcos Peralta (Formerly Parque Schott), Osorno، شیلی
- ورزشگاه Nacional (شیلی)، سانتیاگو
- ورزشگاه Playa Ancha، والپارایزو
- ورزشگاه Regional de Antofagasta، سانتیاگو
- ورزشگاه Regional de Chinquihue، پرتو مونت
- ورزشگاه San Carlos de Apoquindo، سانتیاگو
- ورزشگاه Santa Laura, Independencia، شیلی
- ورزشگاه سانتیاگو Bueras, Maipú، شیلی
- ورزشگاه Sausalito، وینیا دل مار
- ورزشگاه Víctor Jara
- Medialuna Monumental de Rancagua، رانکاگوا
- Movistar Arena (Formerly Arena سانتیاگو)، سانتیاگو

### کلمبیا
- ورزشگاه Alfonso López، بوکارامانگا
- ورزشگاه Atanasio Girardot، مدلین
- ورزشگاه Deportivo Cali، کالی
- ورزشگاه El Campín، بوگوتا
- ورزشگاه General Santander، کوکوتا
- ورزشگاه Hernán Ramírez Villegas, Pereira، کلمبیا
- ورزشگاه Metropolitano، بارانکیلا
- ورزشگاه Pascual Guerrero، کالی
- ورزشگاه Palogrande، مانیسالس
- ورزشگاه Guillermo Plazas Alcid, Neiva، کلمبیا
- ورزشگاه Manuel Murillo Toro، ایباگه
- ورزشگاه Eduardo Santos، سانتا مارتا (کلمبیا)
- ورزشگاه Centenario (ارمنستان، کلمبیا)، ارمنستان
- ورزشگاه Departamental Libertad، پاستو (کلمبیا)

### اکوادور
- ورزشگاه Monumental Isidro رمro Carbo، گوایاکیول
- ورزشگاه La Casa Blanca، کوئیتو
- ورزشگاه Modelo، گوایاکیول
- ورزشگاه Olímpico Atahualpa، کوئیتو

### جزایر فالکلند
- مرکز ورزشی استنلی، استنلی، جزایر فالکلند

### فرانسوی Guiana
- Stade de Baduel، کاین

### گویان
- Bourda Cricket Ground، جرج‌تاون
- ورزشگاه فوتبال جرج تاون، جرج‌تاون

### پاراگوئه
- ورزشگاه Defensores del Chaco، آسونسیون
- ورزشگاه Feliciano Cáceres، لوکه
- ورزشگاه General Pablo Rojas، آسونسیون
- ورزشگاه Manuel Ferreira، آسونسیون

### پرو
- ورزشگاه ملی (لیما)، لیما Province
- ورزشگاه Universidad San Marcos، لیما Province
- ورزشگاه Monumental "U"، لیما Province
- ورزشگاه Alejandro Villanueva، لیما Province
- ورزشگاه Miguel Grau (Piura)، پیورا، پیورا
- ورزشگاه Teodoro Lolo Fernández، لیما Province
- ورزشگاه de la Municipalidad de Chorrillos، لیما Province
- Plaza de Acho، لیما Province
- Plaza de Sol y Sombra، لیما Province
- ورزشگاه de la UNSA، آرکیپا، آرکیپا
- ورزشگاه Mariano Melgar، آرکیپا، آرکیپا
- ورزشگاه Mansiche, Trujillo، پرو، منطقه لا لیبرتاد
- ورزشگاه Elías Aguirre، چیکلایو، Lambayeque، پرو
- ورزشگاه Miguel Grau (Callao)، کایائو (پرو)، کایائو (پرو)
- ورزشگاه Max Augustín, Iکیتوs، منطقه لورتو
- ورزشگاه Manuel Gómez Arellano، چیمبوته، ناحیه انکاش
- ورزشگاه Huancayo، اوانکایو، منطقه خونین
- ورزشگاه Garcilaso de la Vega، کوسکو، کوسکو
- ورزشگاه Official de Pucallpa، پوکایپا، Ucayali
- ورزشگاه Jorge Basadre، تاکنا، تاکنا
- ورزشگاه José Picasso Peratta، ایکا، پرو، منطقه ایکا
- ورزشگاه Campeones del ۳۶، سویانا، پیورا
- ورزشگاه E. Torres Belón، پونو، پونو
- ورزشگاه Heraclio Tآپیا، اوانوکو، اوانوکو
- ورزشگاه Campeonísimo، تالارا، پیورا
- ورزشگاه Héroes de San Ramón، کاخامارکا، کاخامارکا
- ورزشگاه Julio Lores Colan، اوارال، لیما Region
- ورزشگاه Monumental de Jauja، حائوحا، منطقه خونین
- ورزشگاه Daniel Alcides Carrión، کرو ده پاسکو، منطقه پاسکو

### سورینام
- André Kamperveen Stadion، پاراماریبو

### اروگوئه
- ورزشگاه آتیلیو پایوا ولیورا، ریورا
- ورزشگاه سنتناریو، مونته‌ویدئو
- ورزشگاه Gran Parque Central، مونته‌ویدئو
- ورزشگاه لوئیز فرانزینی، مونته‌ویدئو

### ونزوئلا
- ورزشگاه Alfonso Chico Carrasquel, Puerto la Cruz
- ورزشگاه Antonio Herrera Gutiérrez، بارکیسیمتو
- ورزشگاه Bachiller Julio H. Molina, Araure
- ورزشگاه José Bernardo Pérez، والنسیا، Carabobo
- ورزشگاه José Pachencho رمro، ماراکایبو
- ورزشگاه José Pérez Colmenares، ماراکای
- ورزشگاه La Ceiba, San Félix، ونزوئلا
- ورزشگاه Luis Aparicio El Grande، ماراکایبو
- ورزشگاه Metropolitano (San Cristóbal), San Cristóbal، ونزوئلا
- ورزشگاه Misael Delgado، والنسیا، Carabobo
- ورزشگاه Olímpico (کاراکاس)، کاراکاس
- ورزشگاه Pueblo Nuevo, San Cristóbal، ونزوئلا
- ورزشگاه Universitario (کاراکاس)، کاراکاس